# Biserica Adormirea Maicii Domnului din Bungard

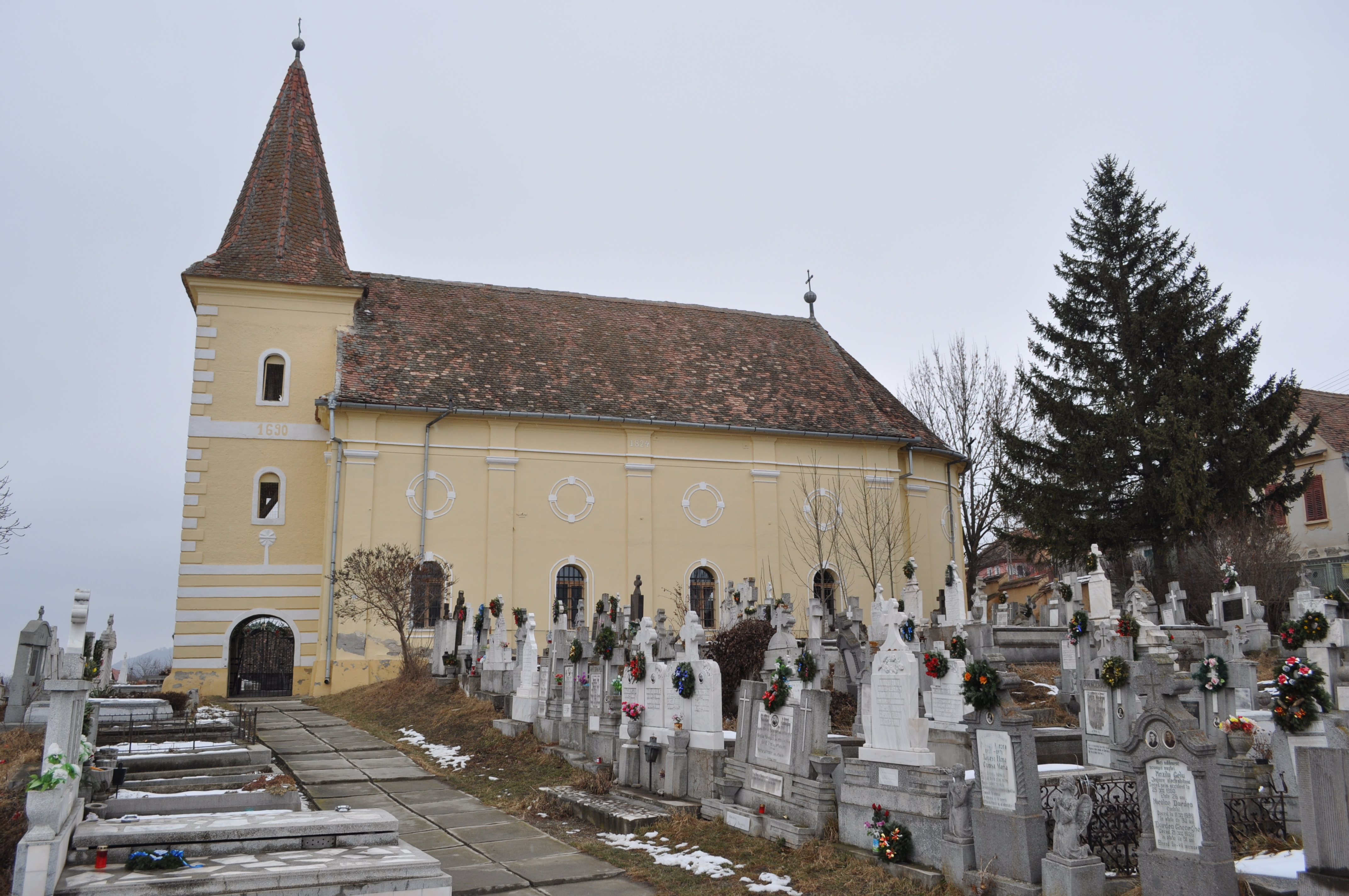
Biserica Adormirea Maicii Domnului din Bungard, județul Sibiu, foto: ianuarie 2012.

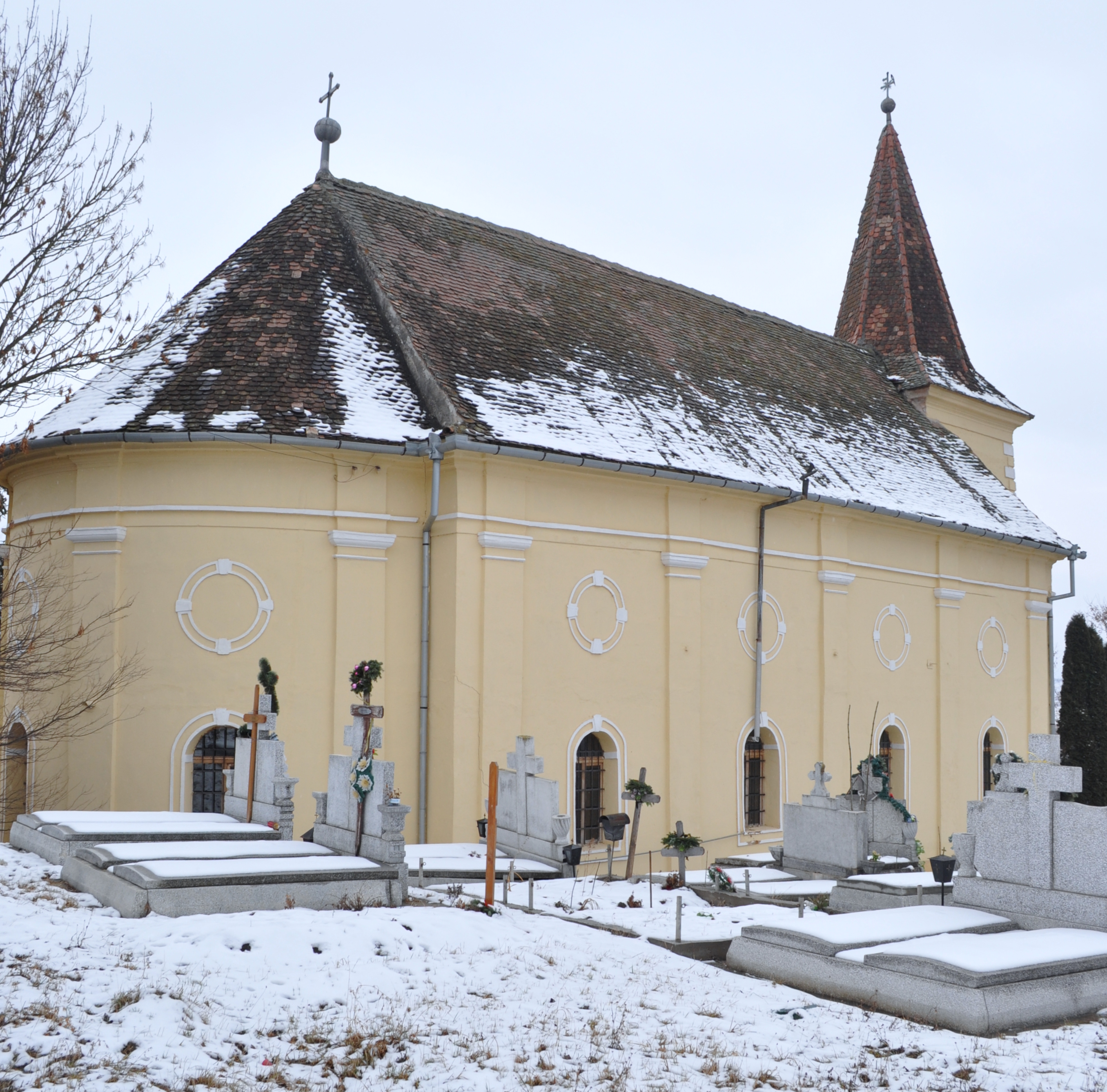
Biserica Adormirea Maicii Domnului din Bungard, județul Sibiu, foto: ianuarie 2012.

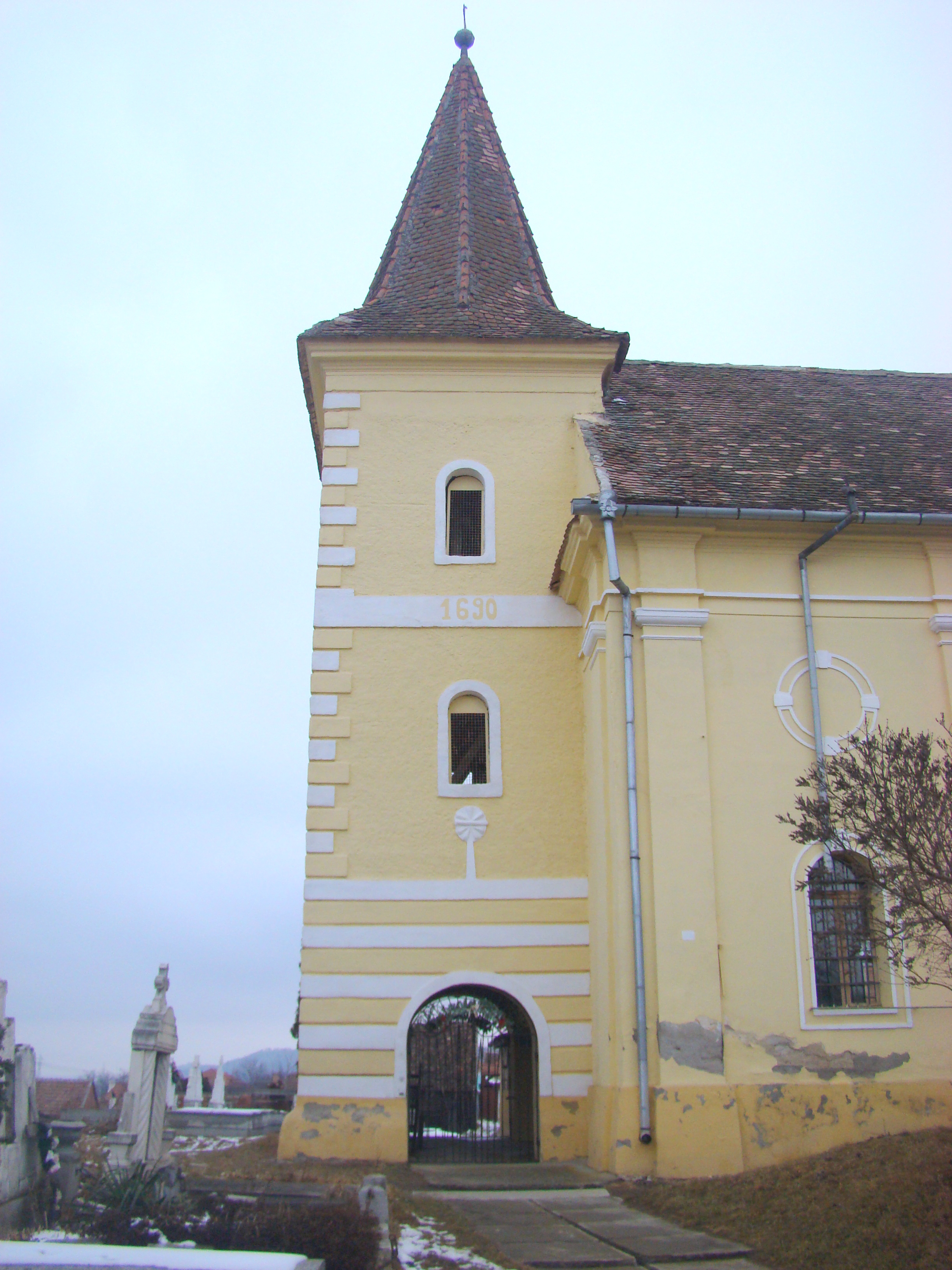
Turnul-clopotniță de la 1690

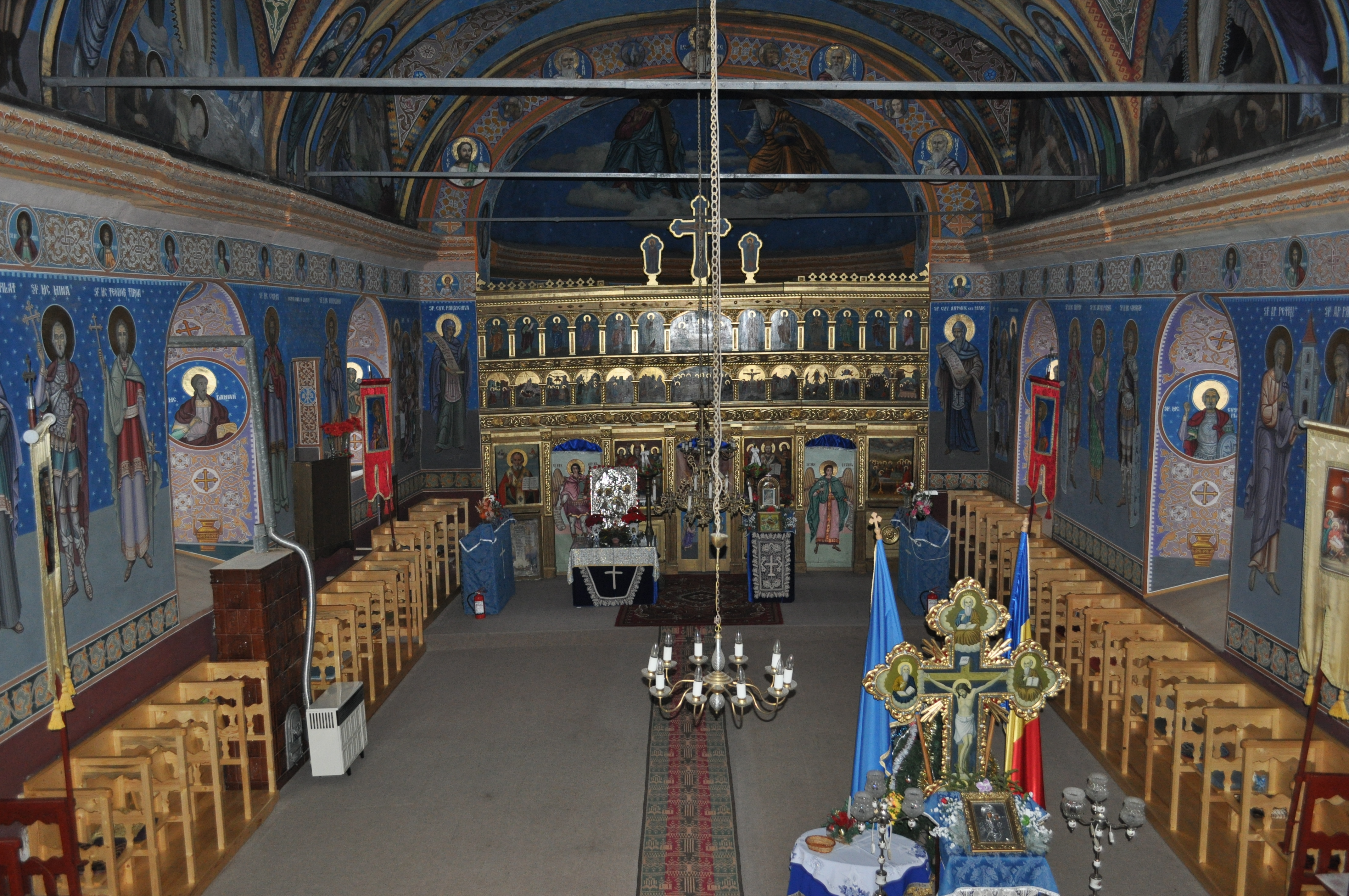
Interiorul navei

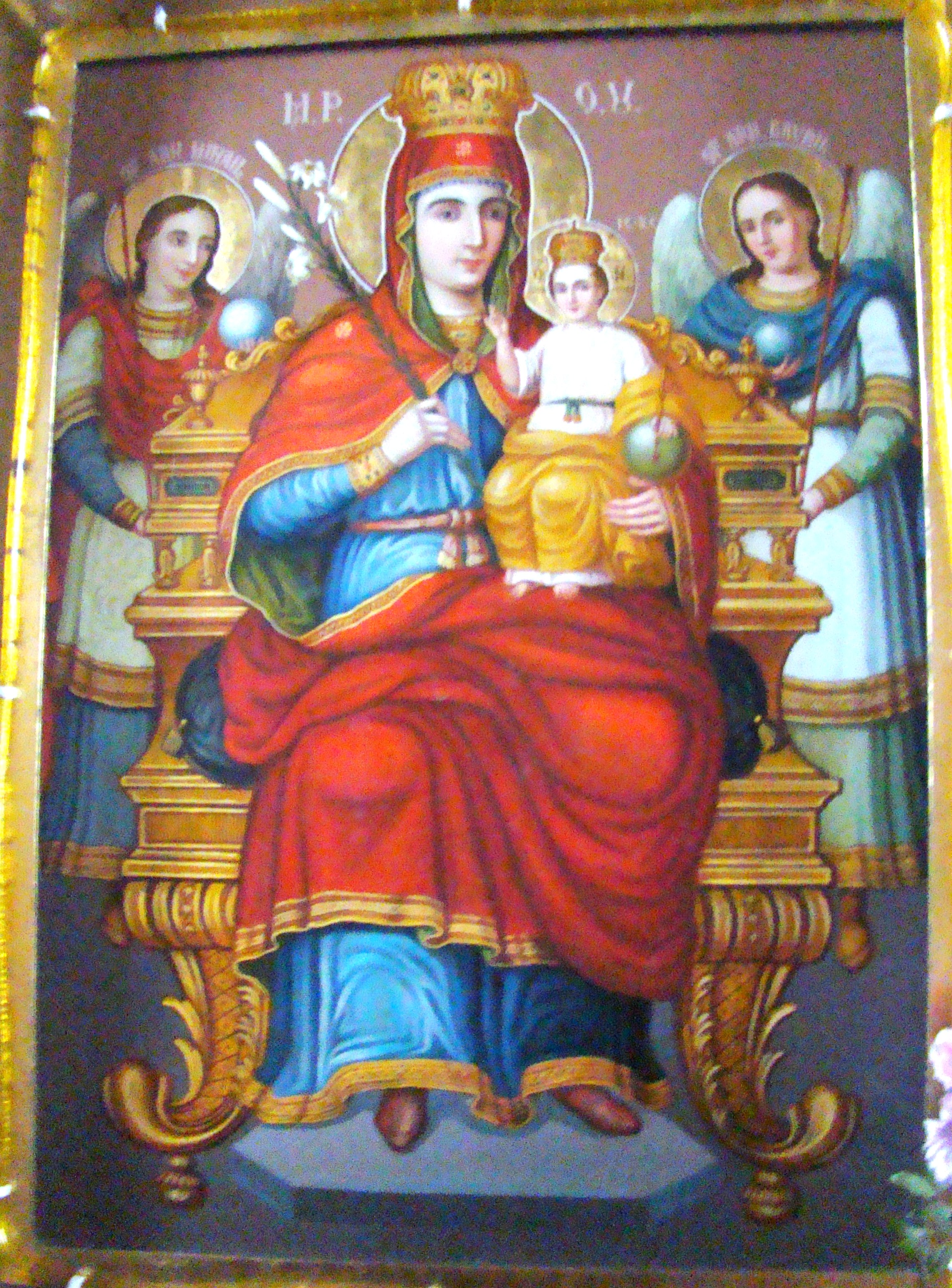
Maica Domnului cu Pruncul

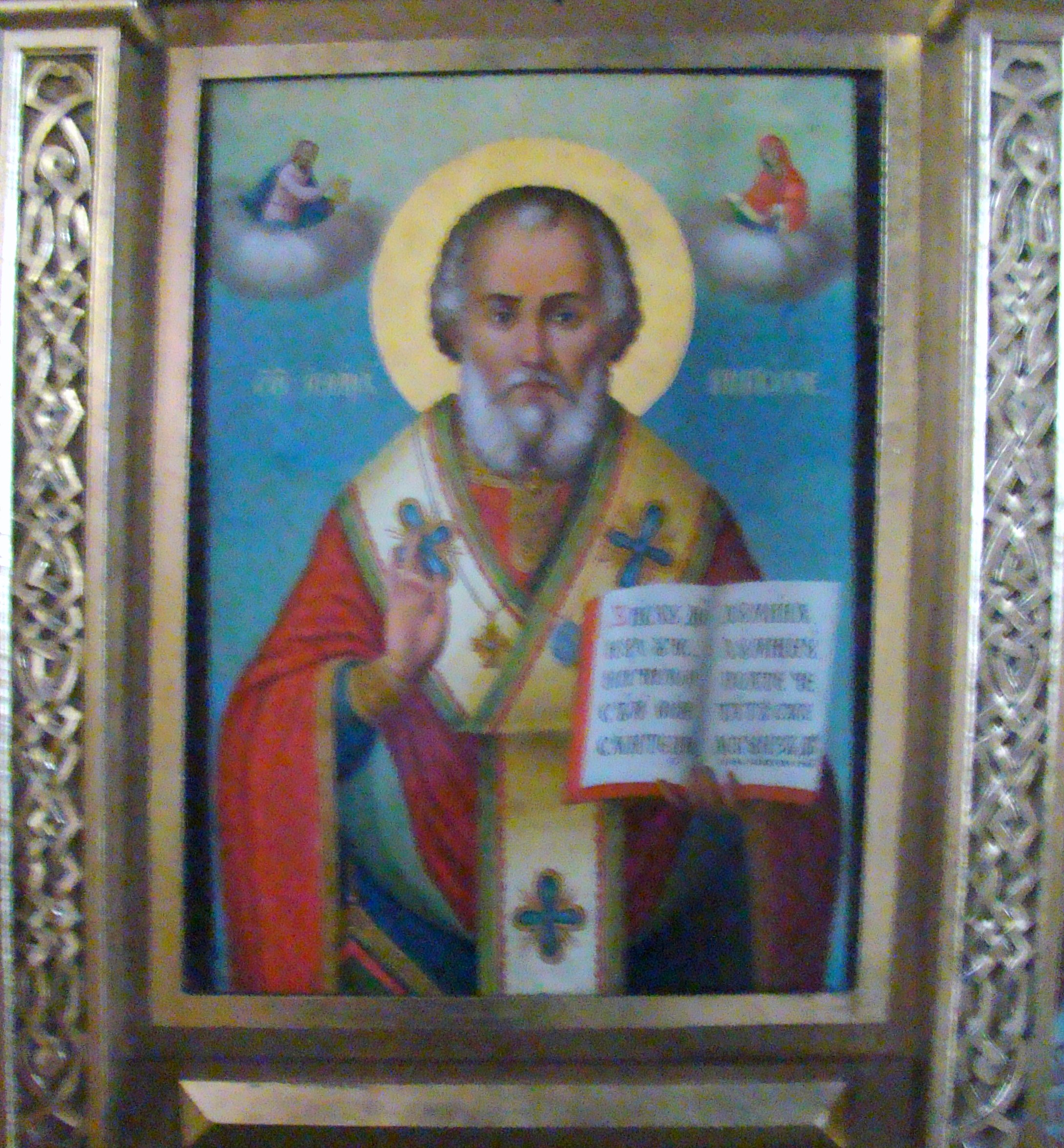
Sfântul Nicolae

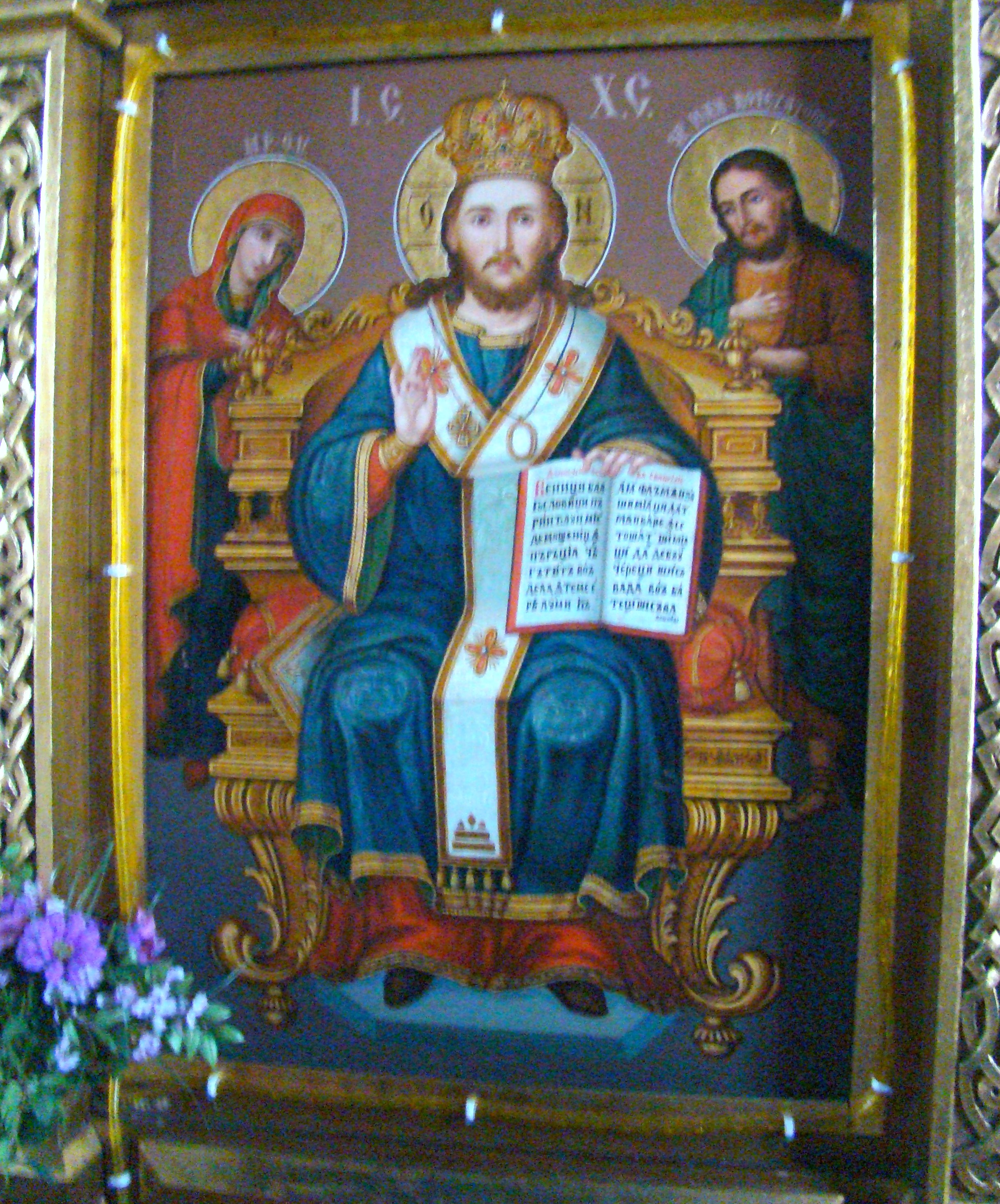
Deisis

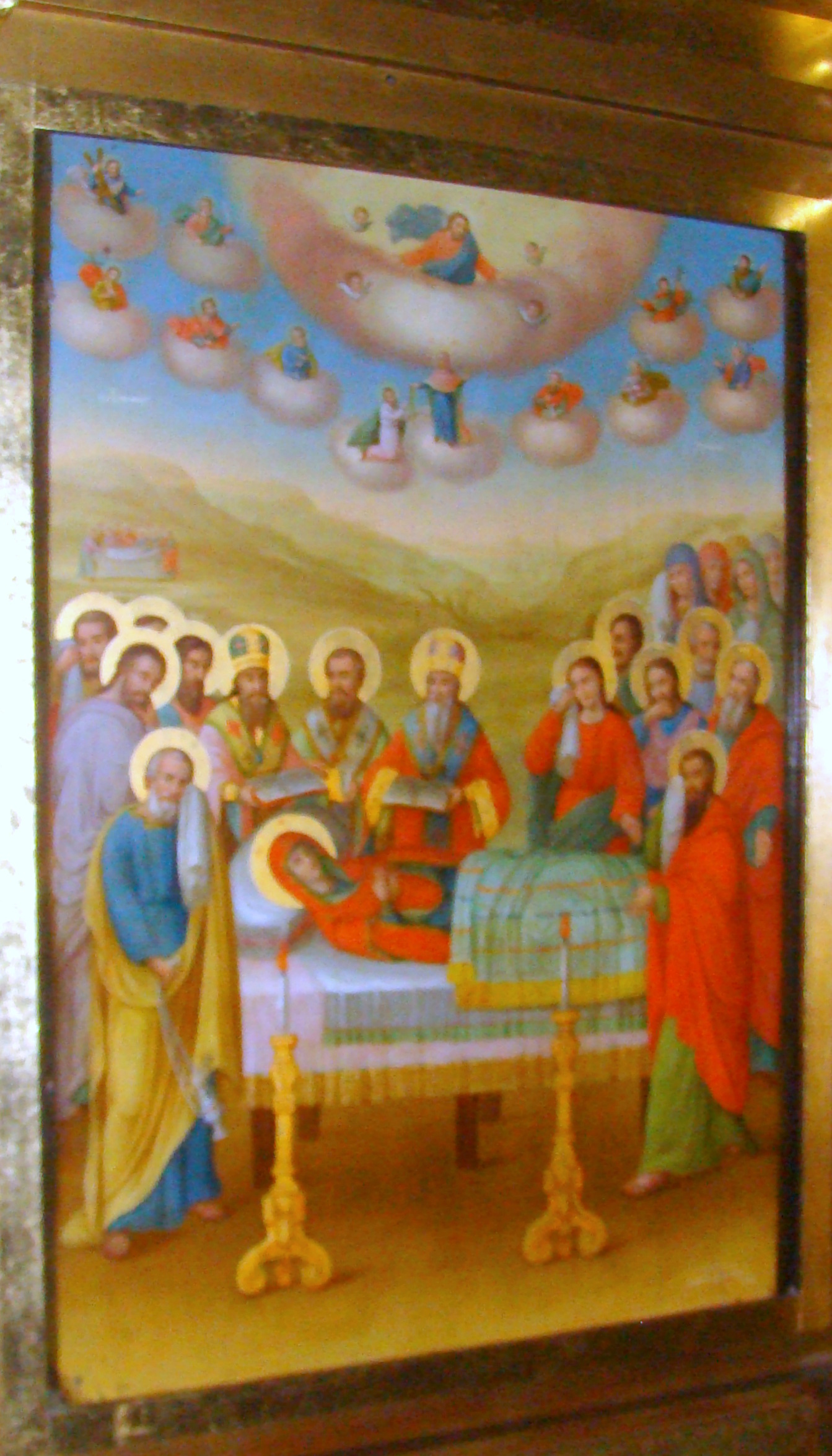
Adormirea Maicii Domnului

Biserica Adormirea Maicii Domnului din Bungard, județul Sibiu, a fost construită în secolul XVII. Lăcașul de cult figurează pe lista monumentelor istorice 2010, cod  SB-II-a-B-12344.

## Istoric și trăsături
Biserica parohială monument istoric a Parohiei Bungard are hramul „Adormirea Maicii Domnului” și datează din anul 1690. Maria, fiica lui Șerban Cantacuzino, a sprijinit financiar zidirea bisericii din Bungard. În anul 1824 nava bisericii a fost zidită din nou primind o dimensiune mai mare, așa că din biserica grecească de la anul 1690 nu a mai rămas decât turnul. În 1927, pictorul Modran Petru, a pictat în ulei bolta bisericii.

## Imagini din exterior

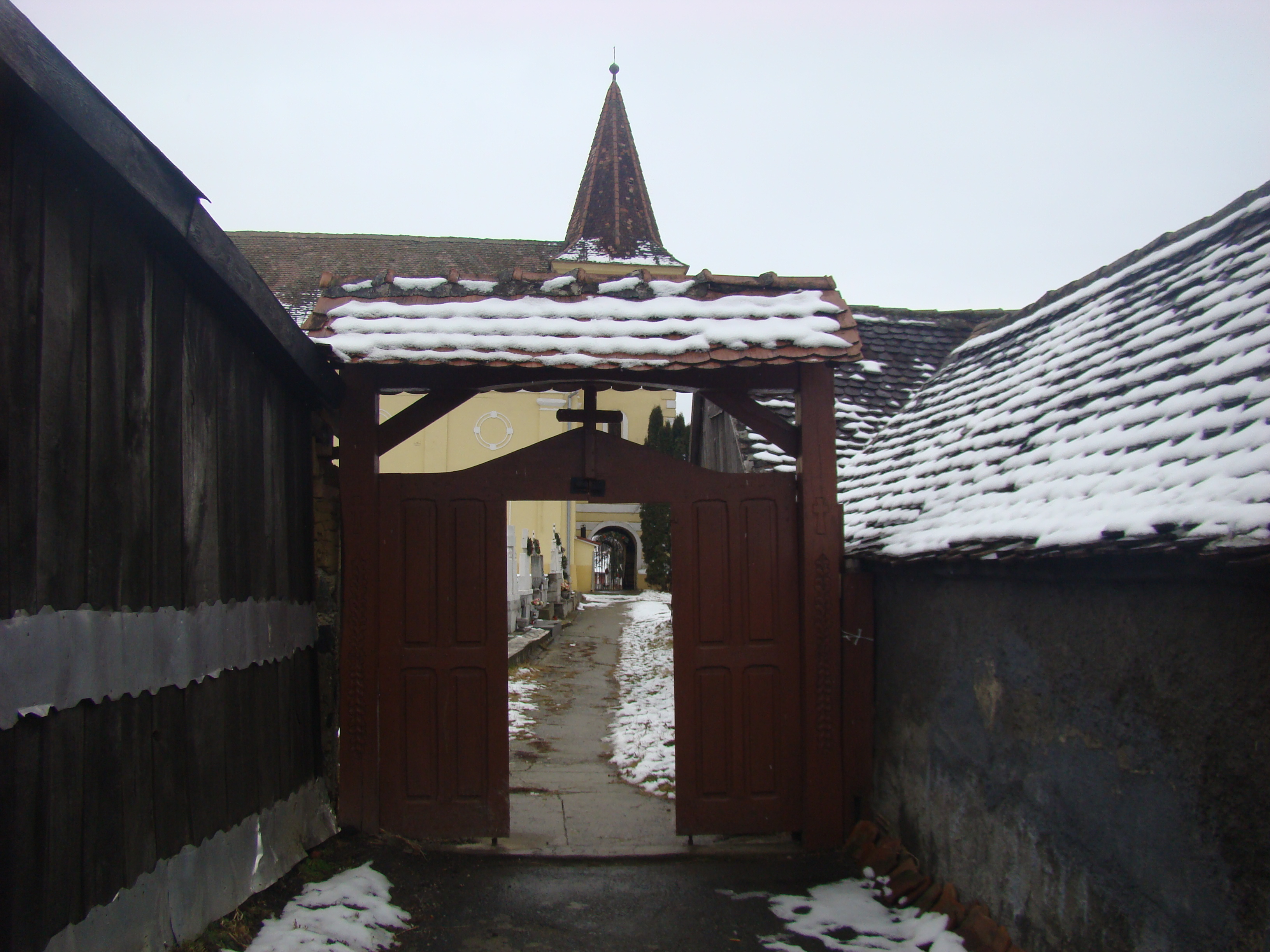
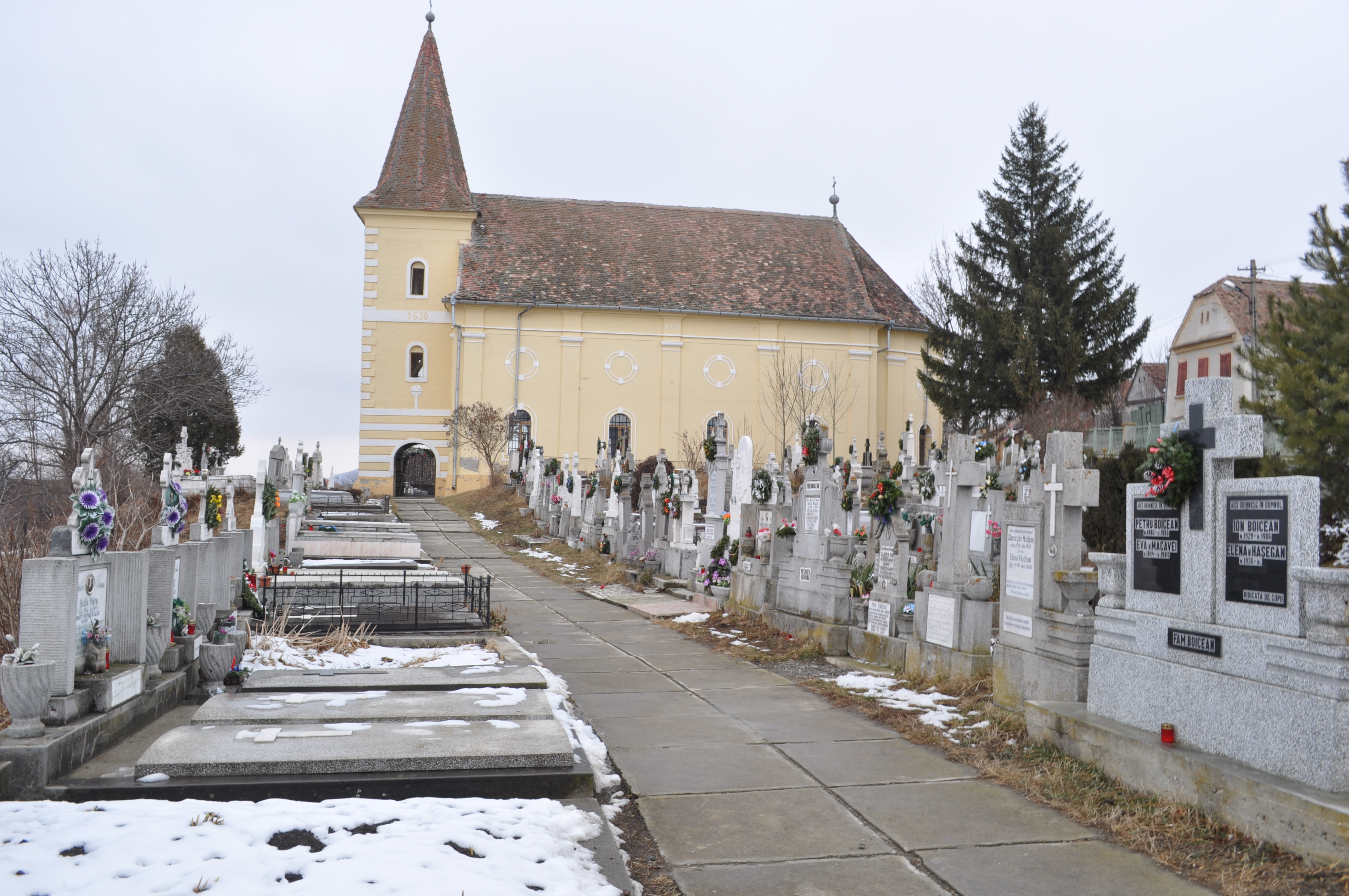
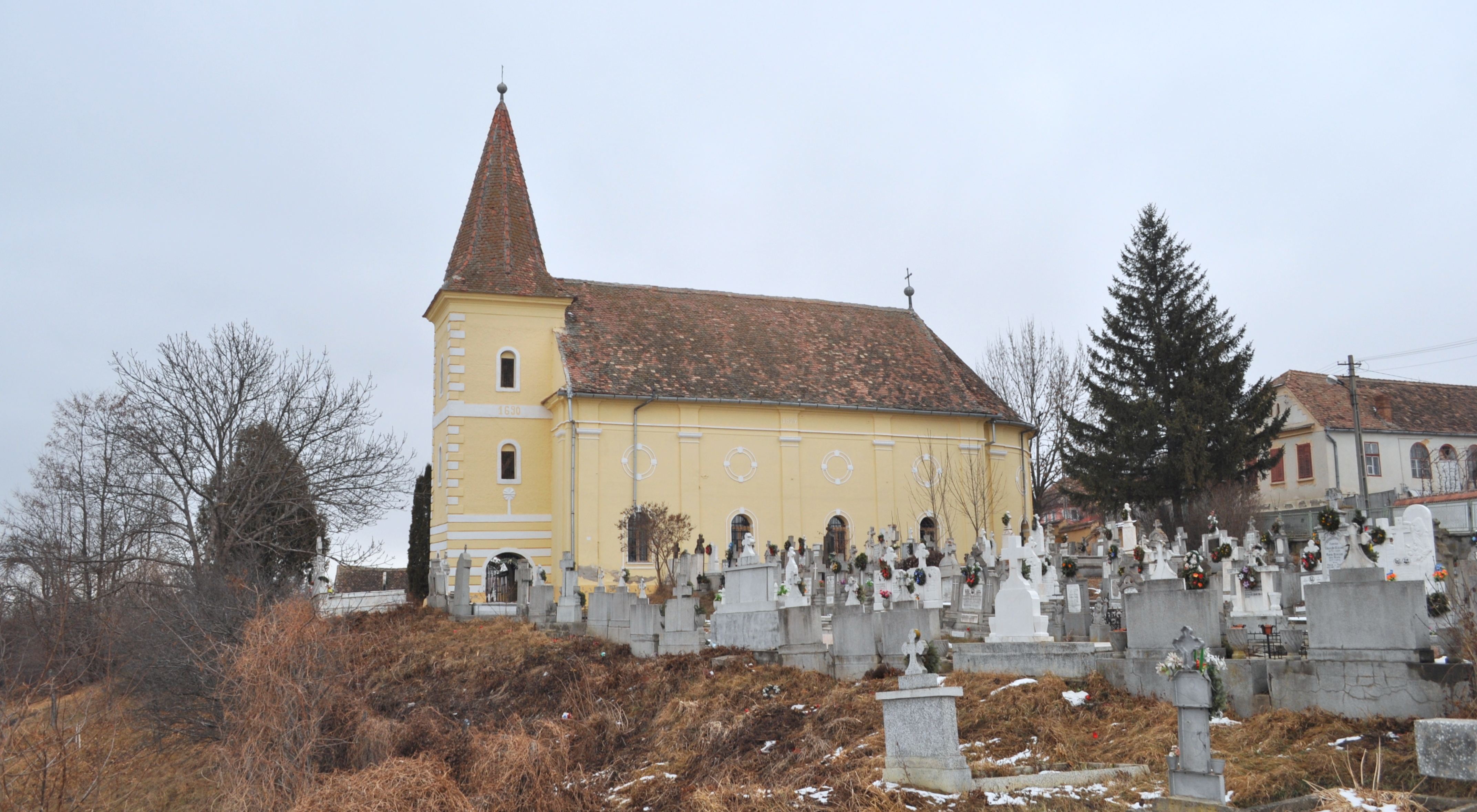
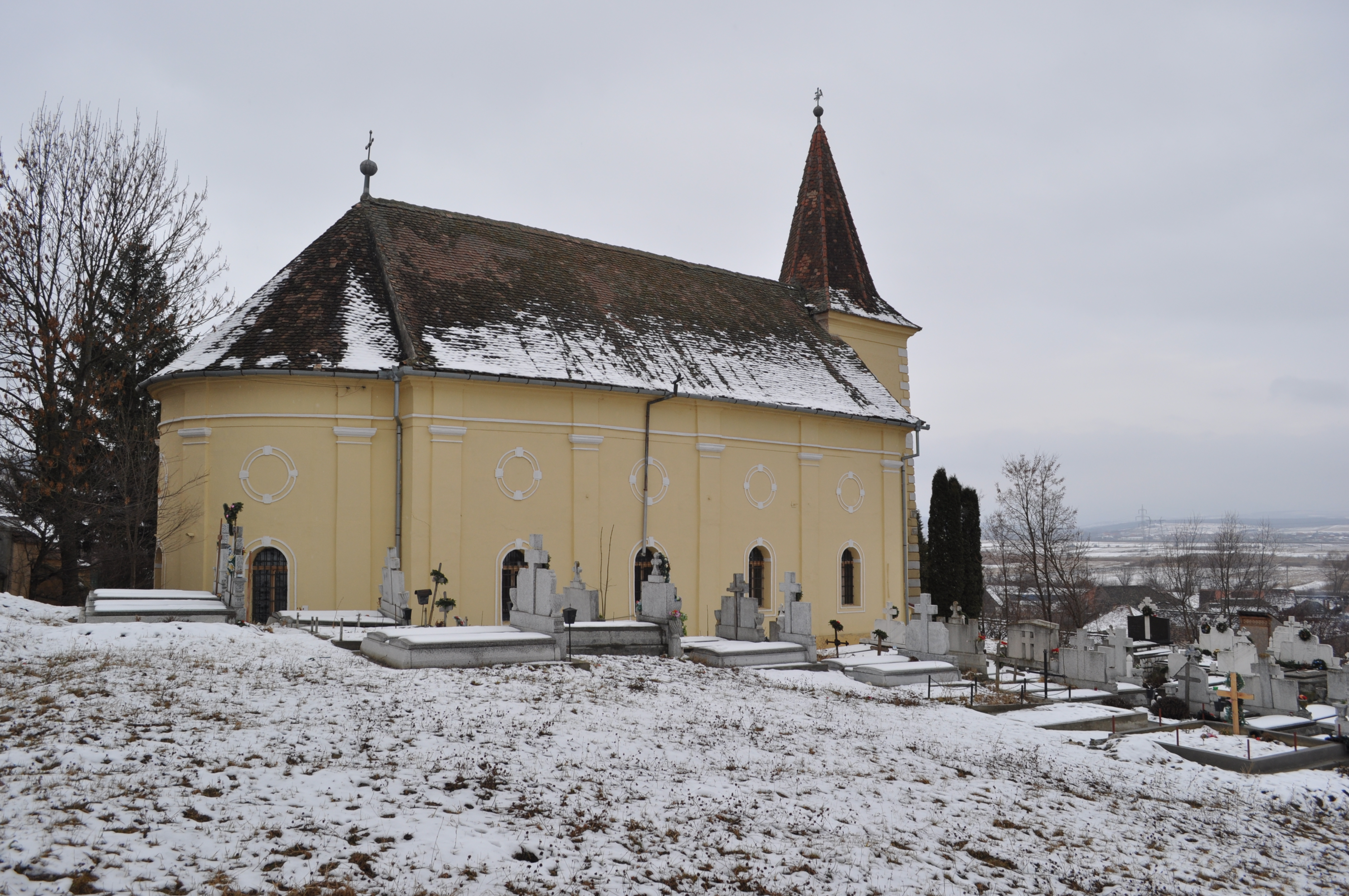
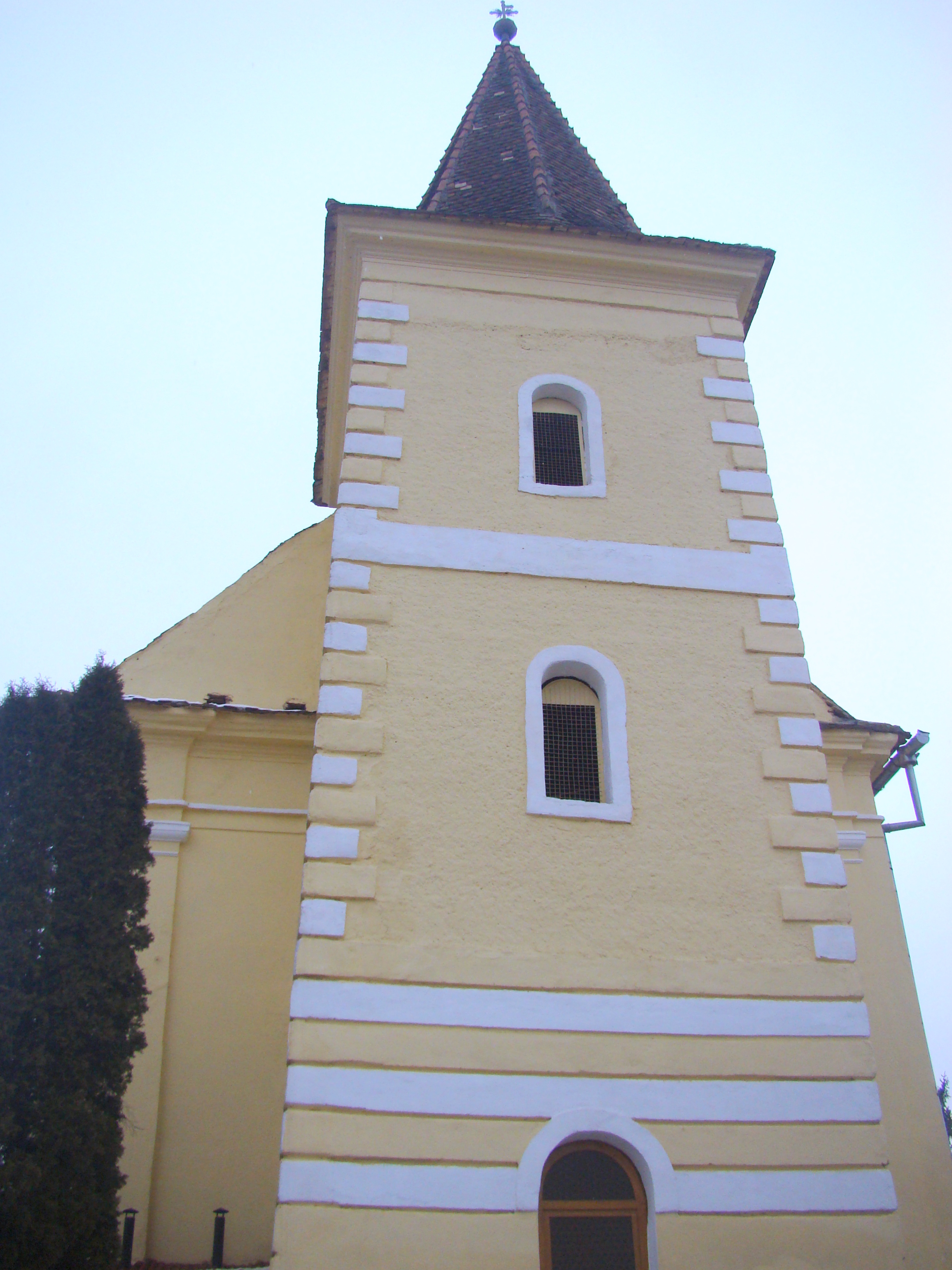
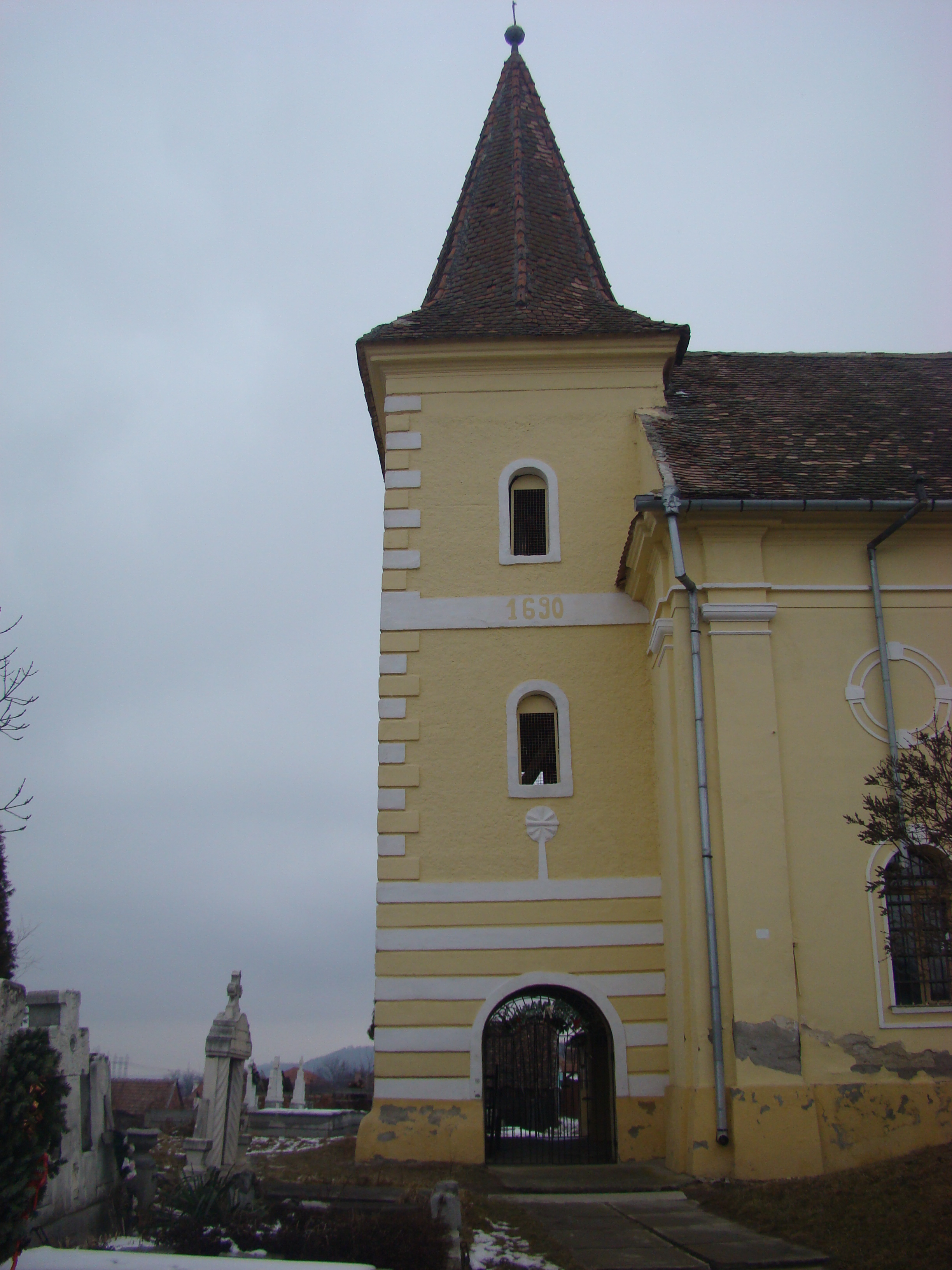
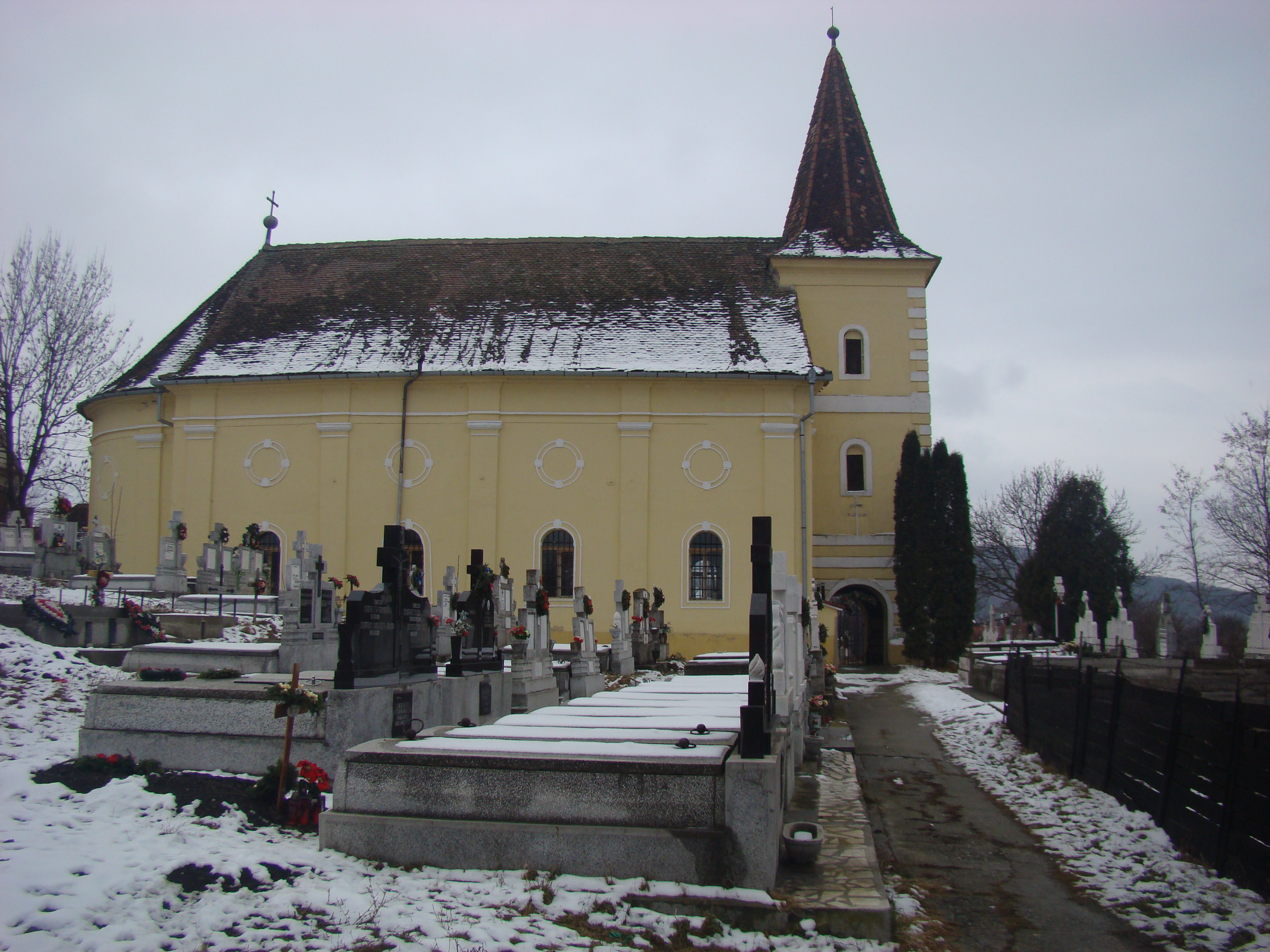
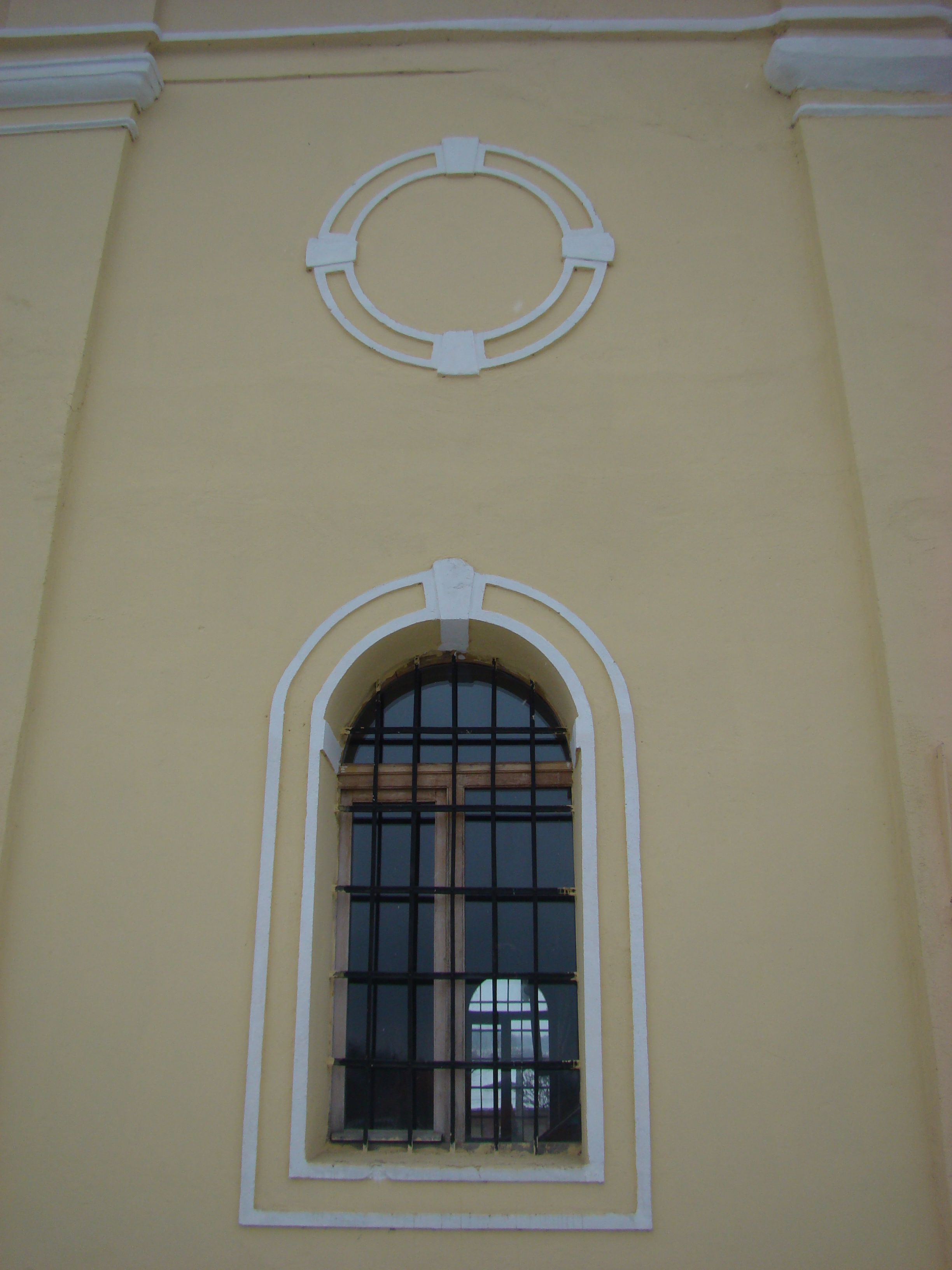

## Imagini din interior

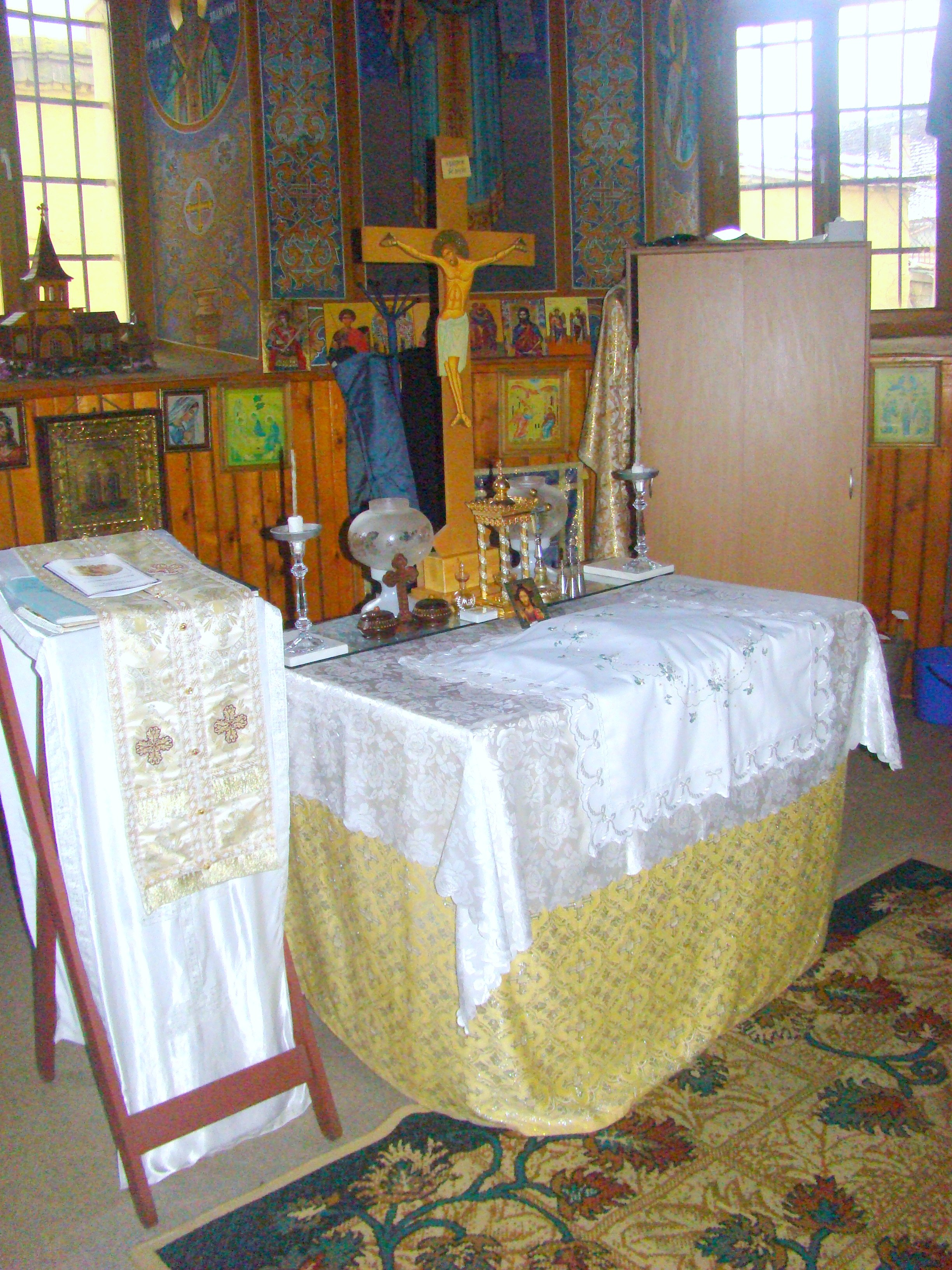
Masa altarului
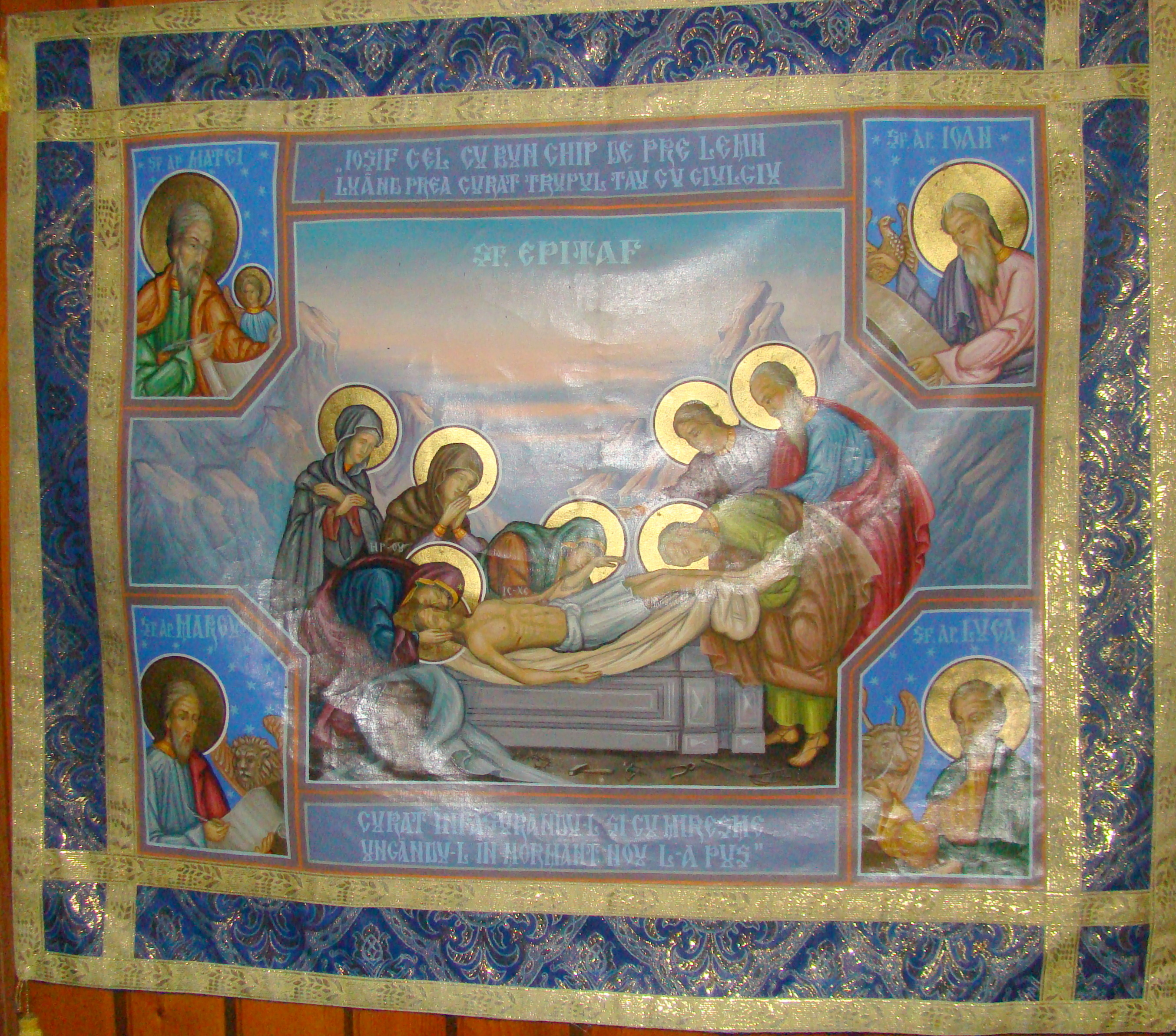
Epitaful
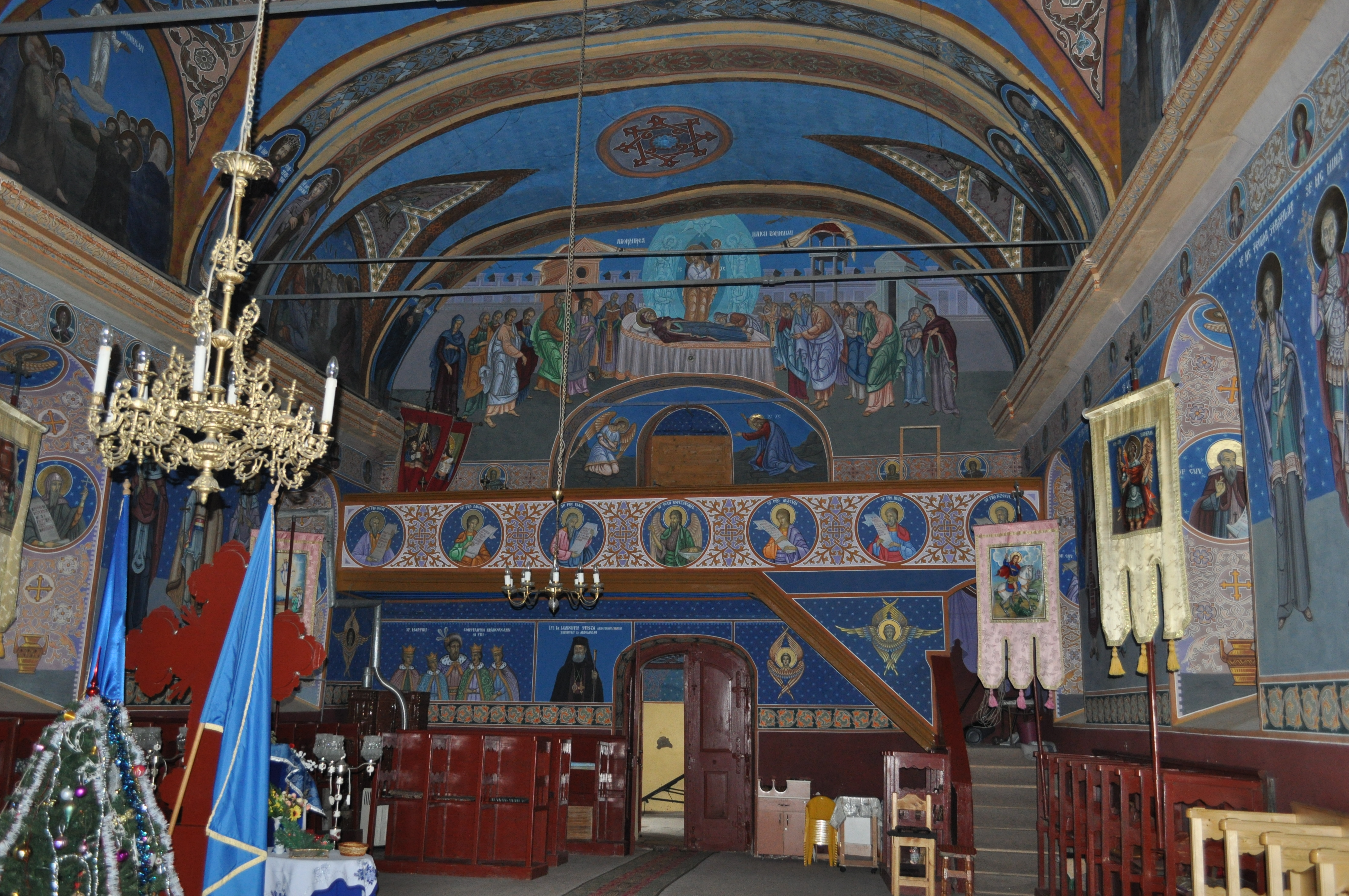
Nava spre ieșire
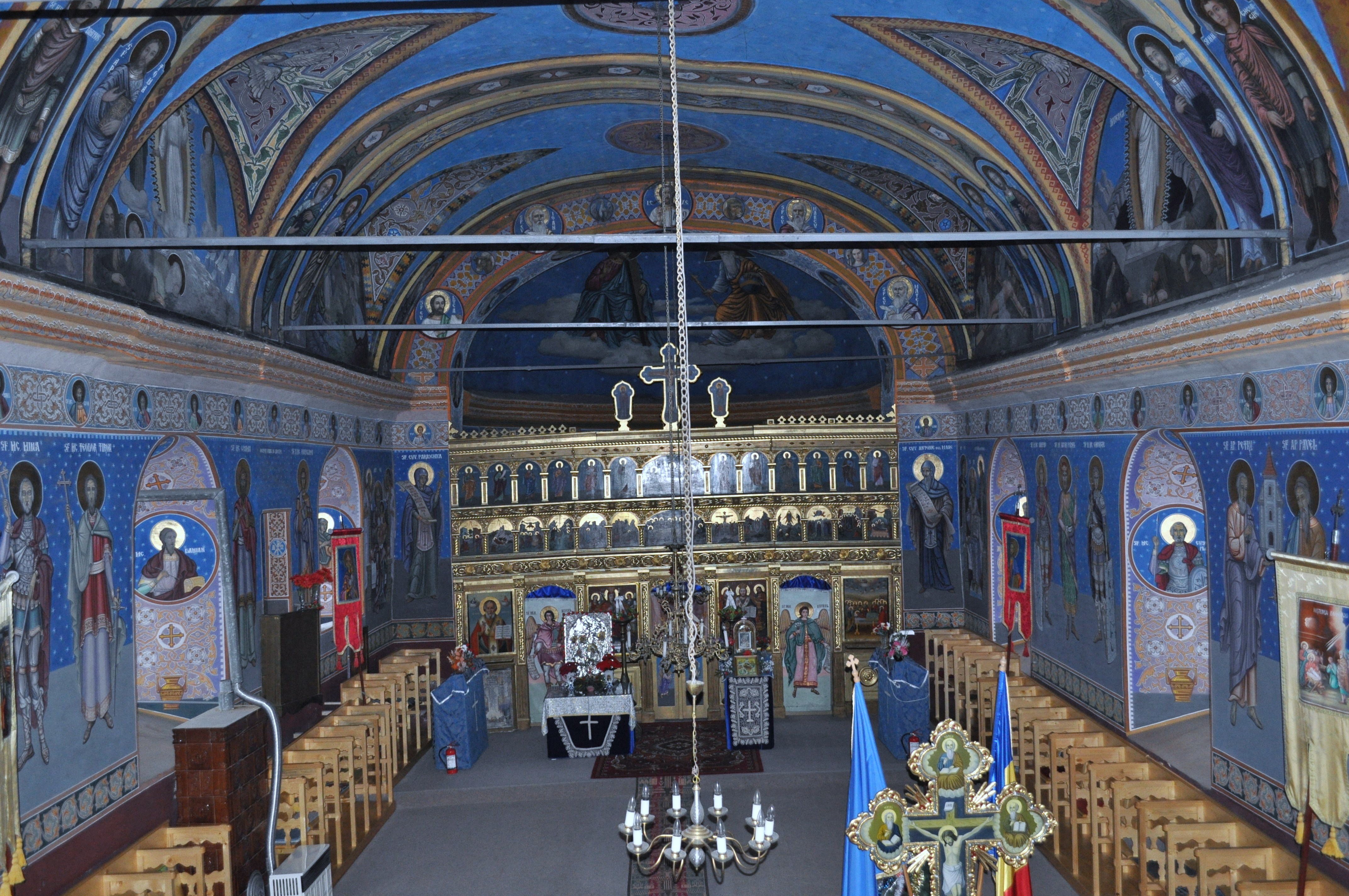
Nava și bolta
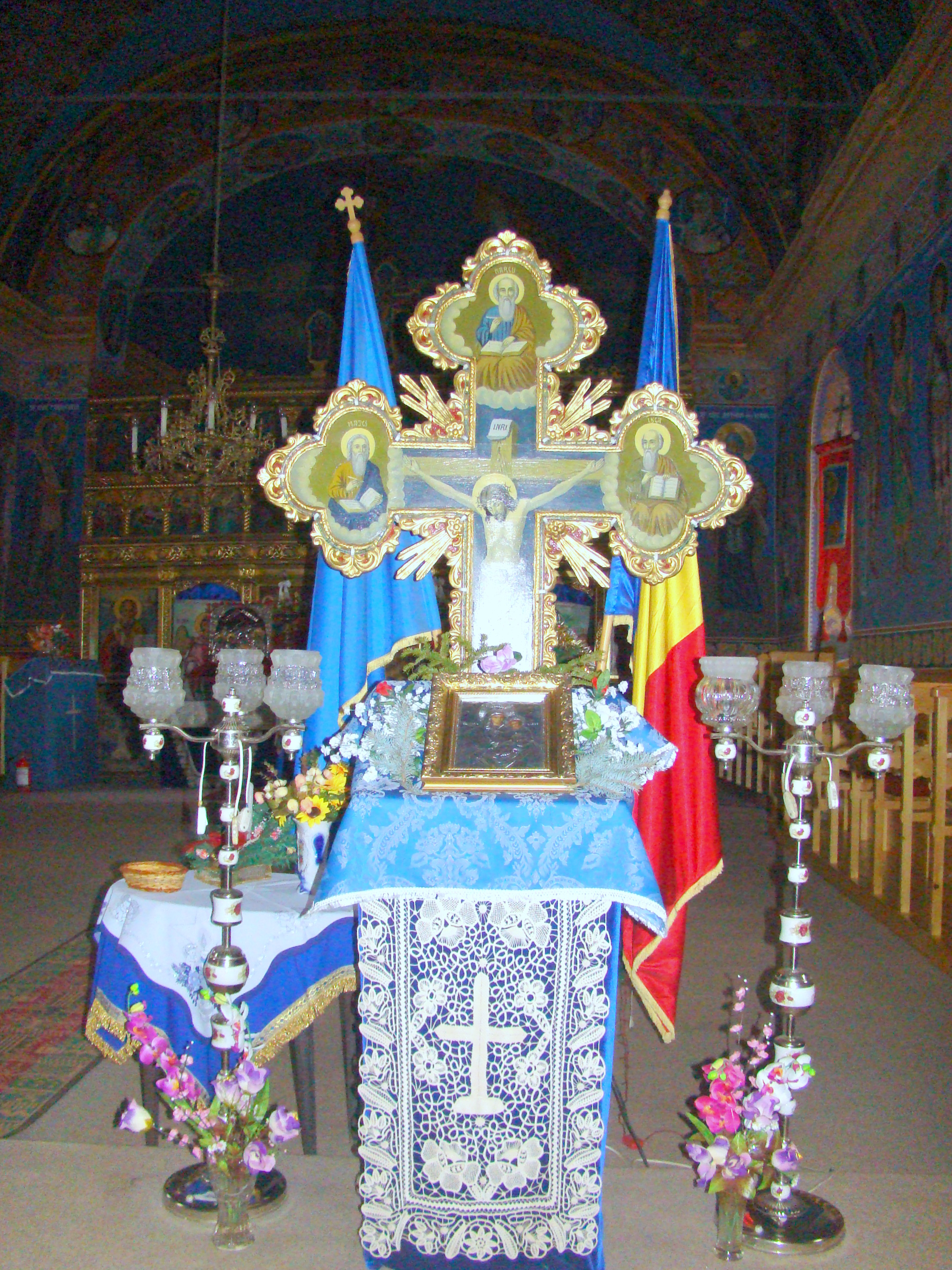
Tetrapod și Sfânta Cruce
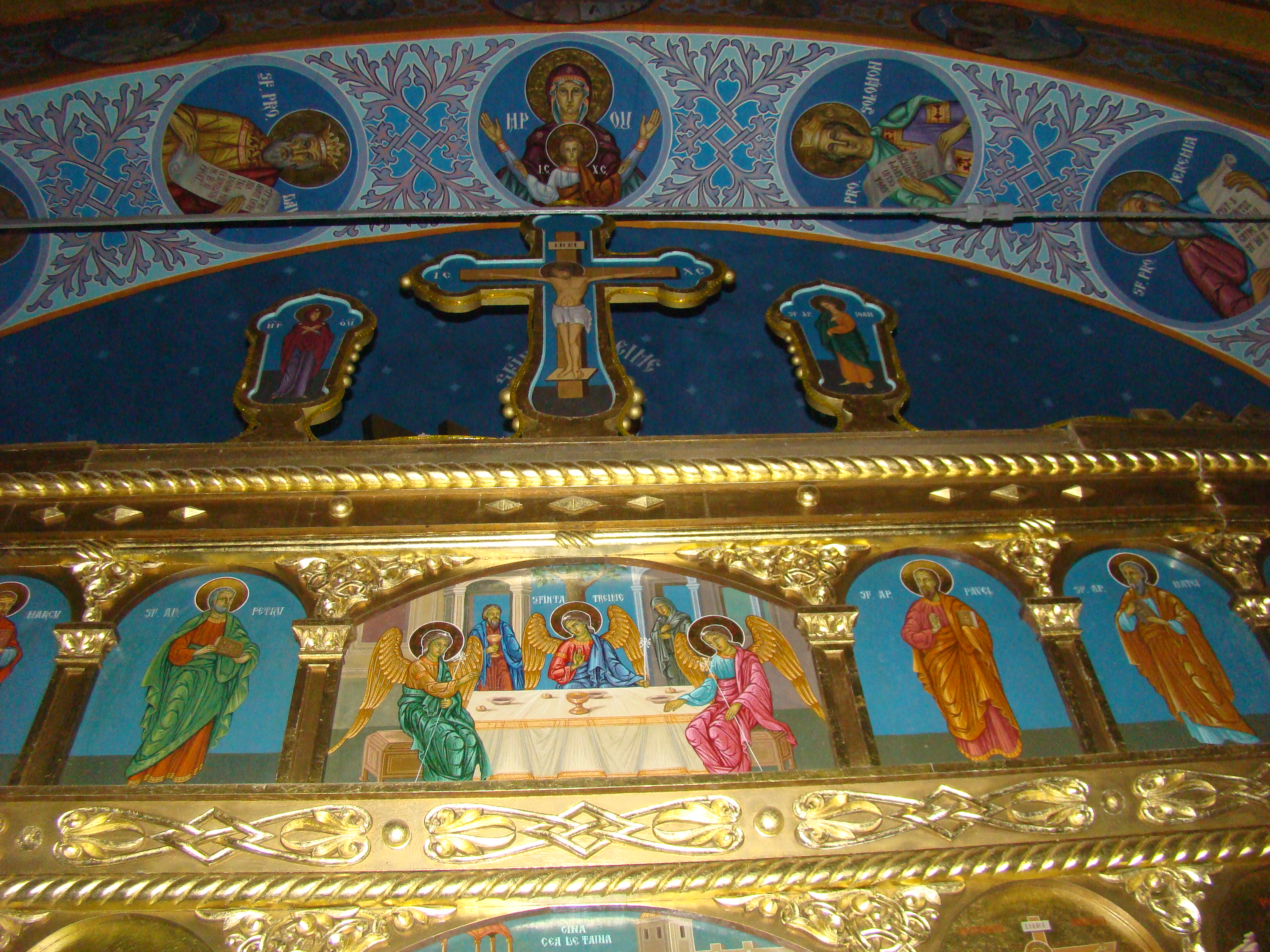
Crucea cu moleniile
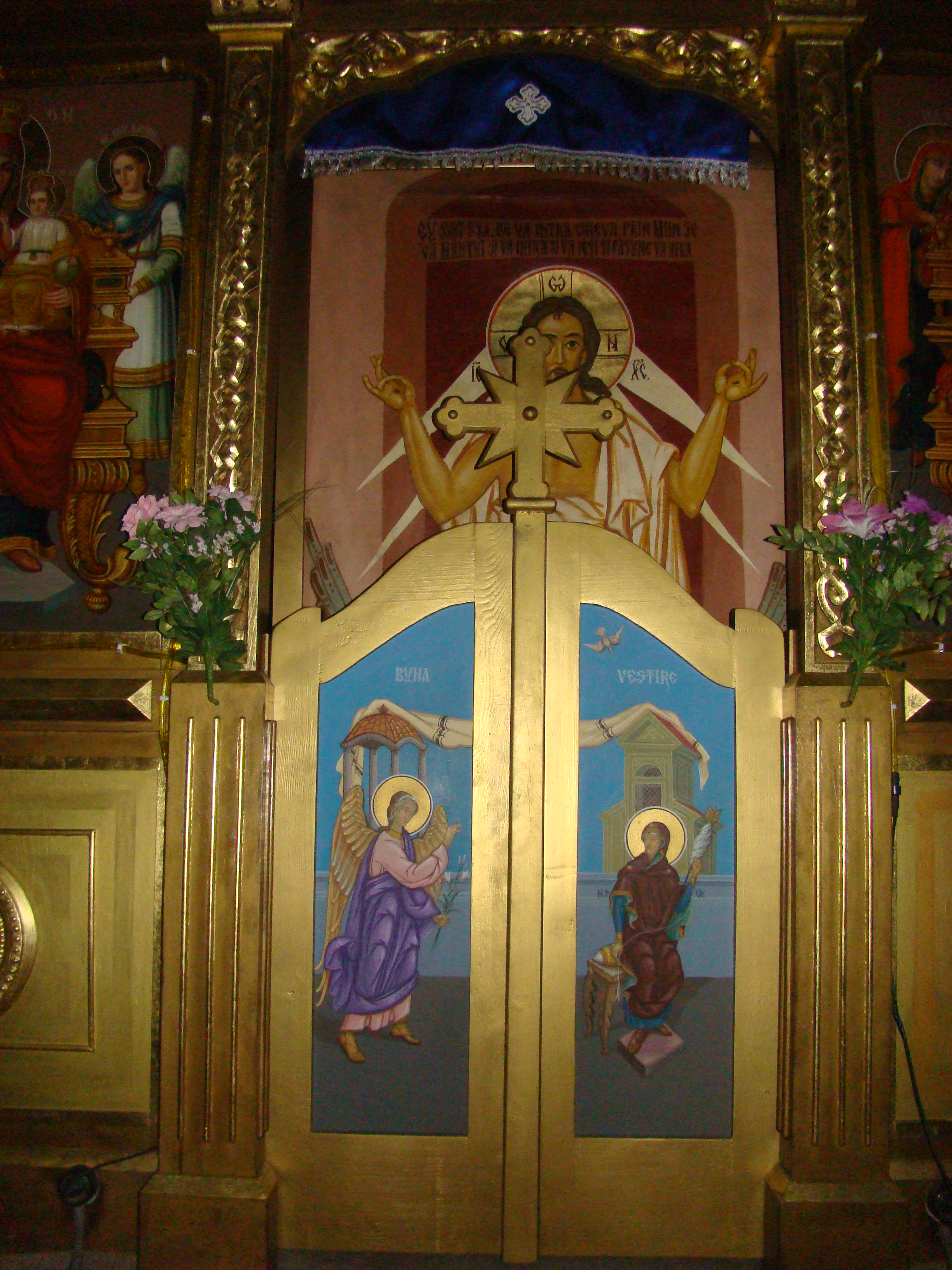
Ușile împărătești
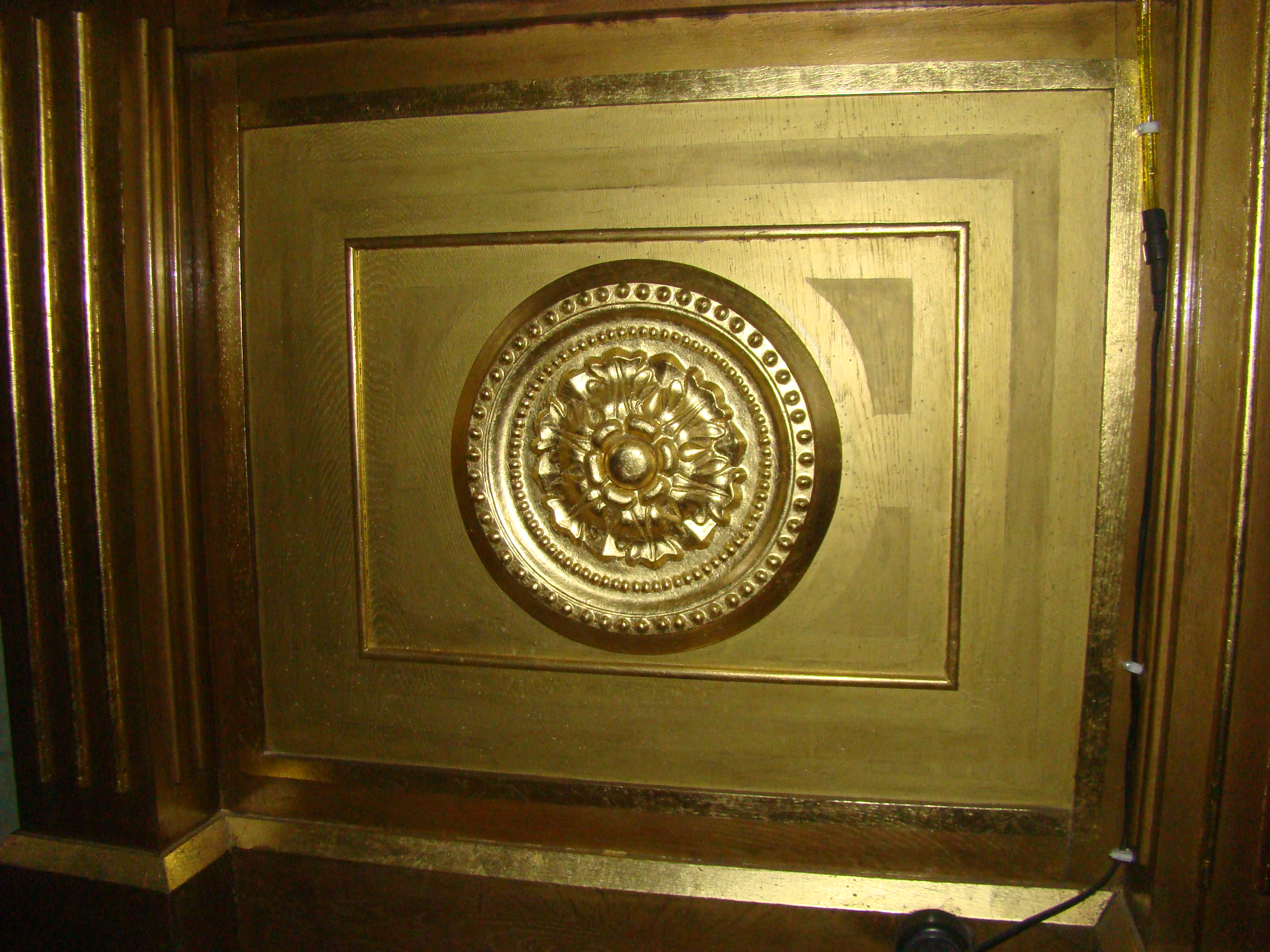
Poală de icoană
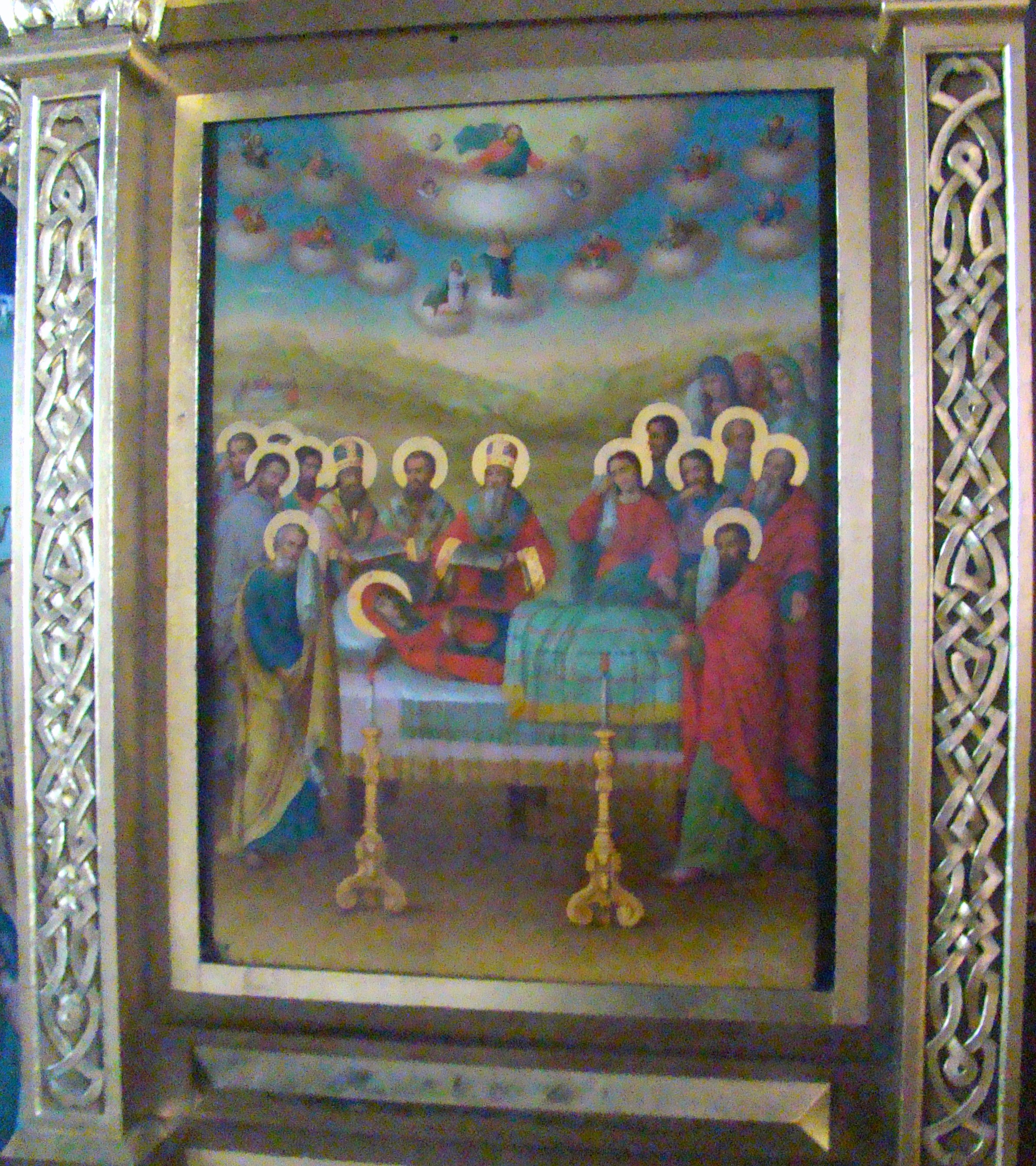
Icoană împărătească
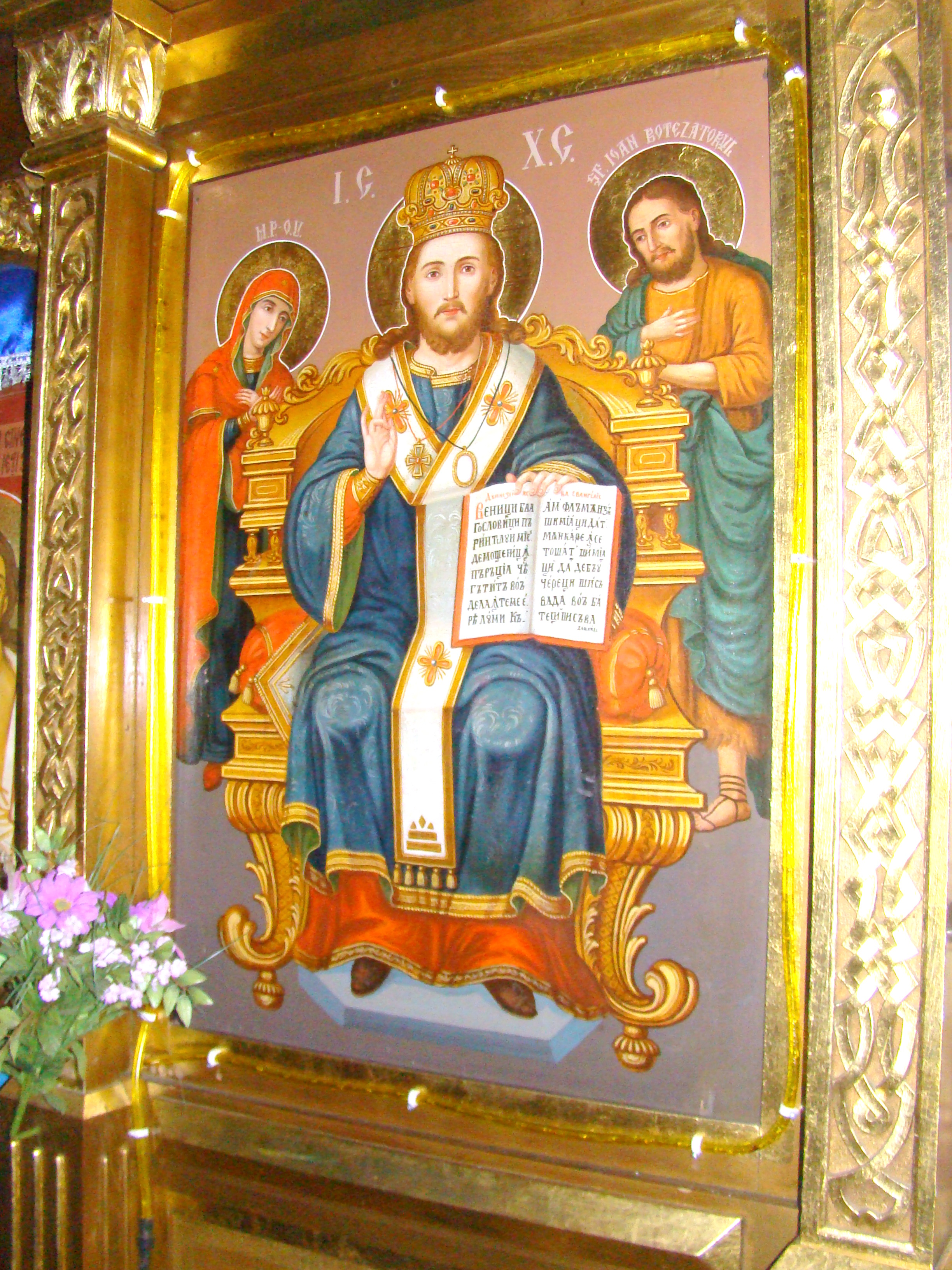
Icoană împărătească
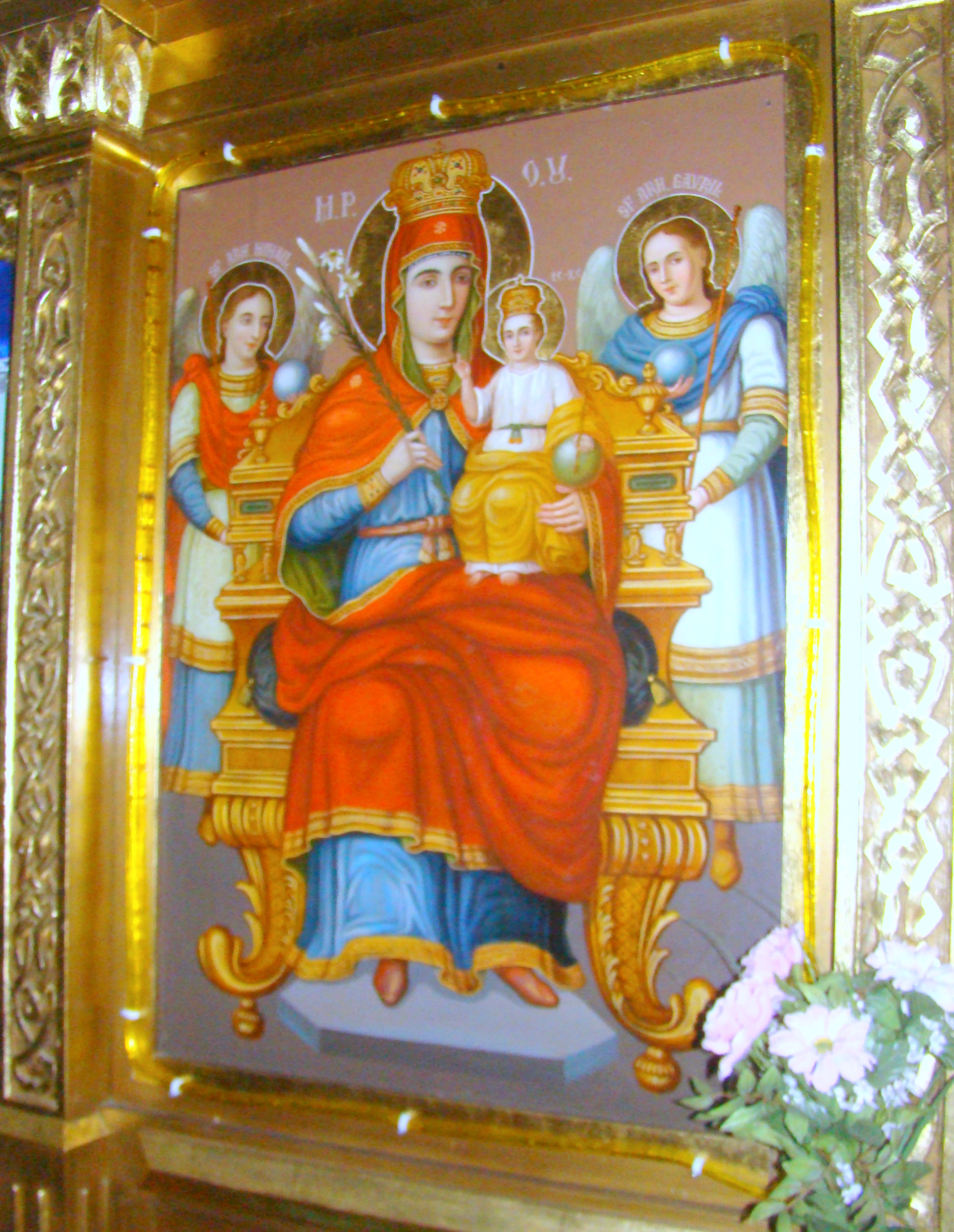
Icoană împărătească
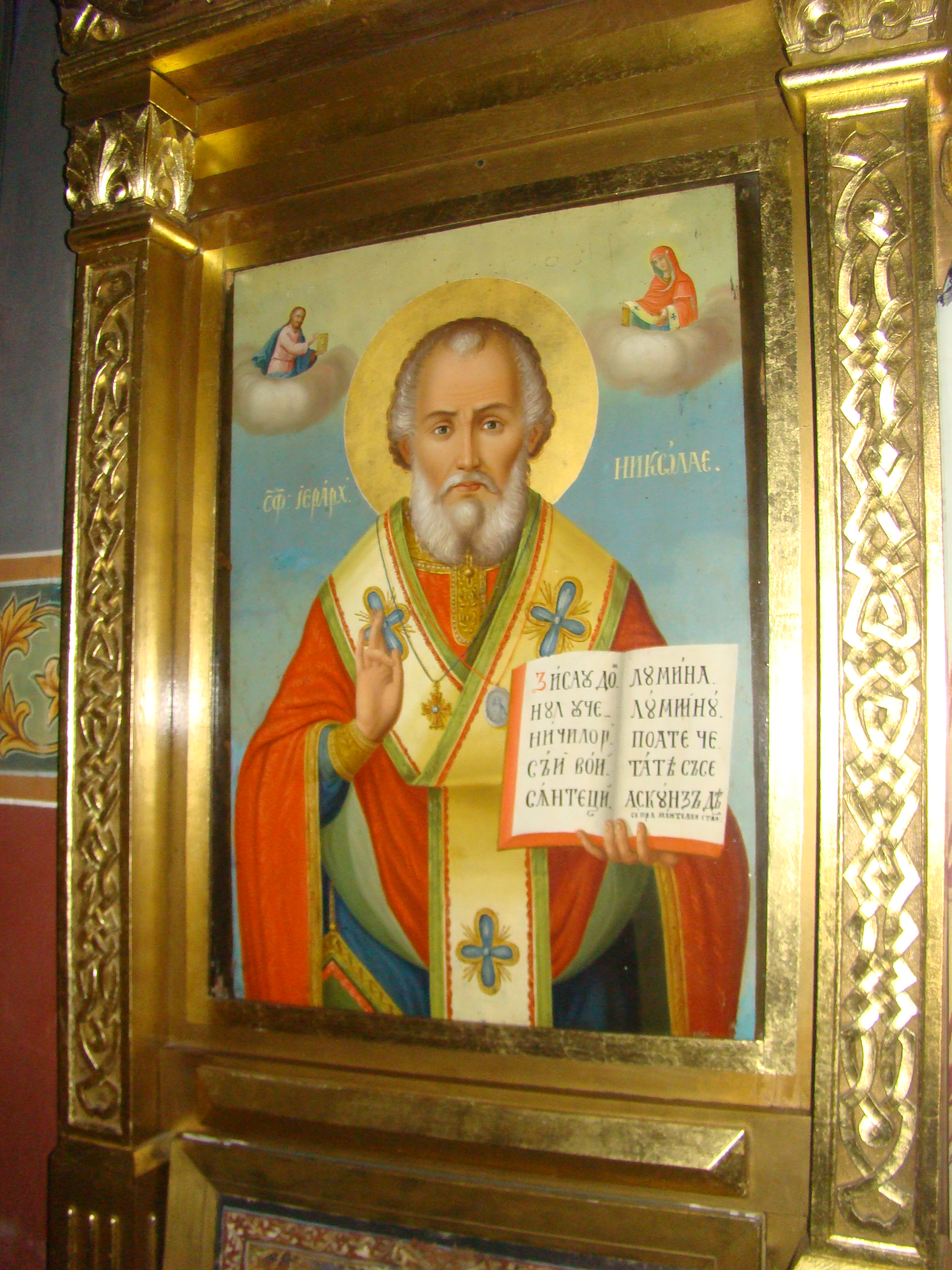
Icoană împărătească
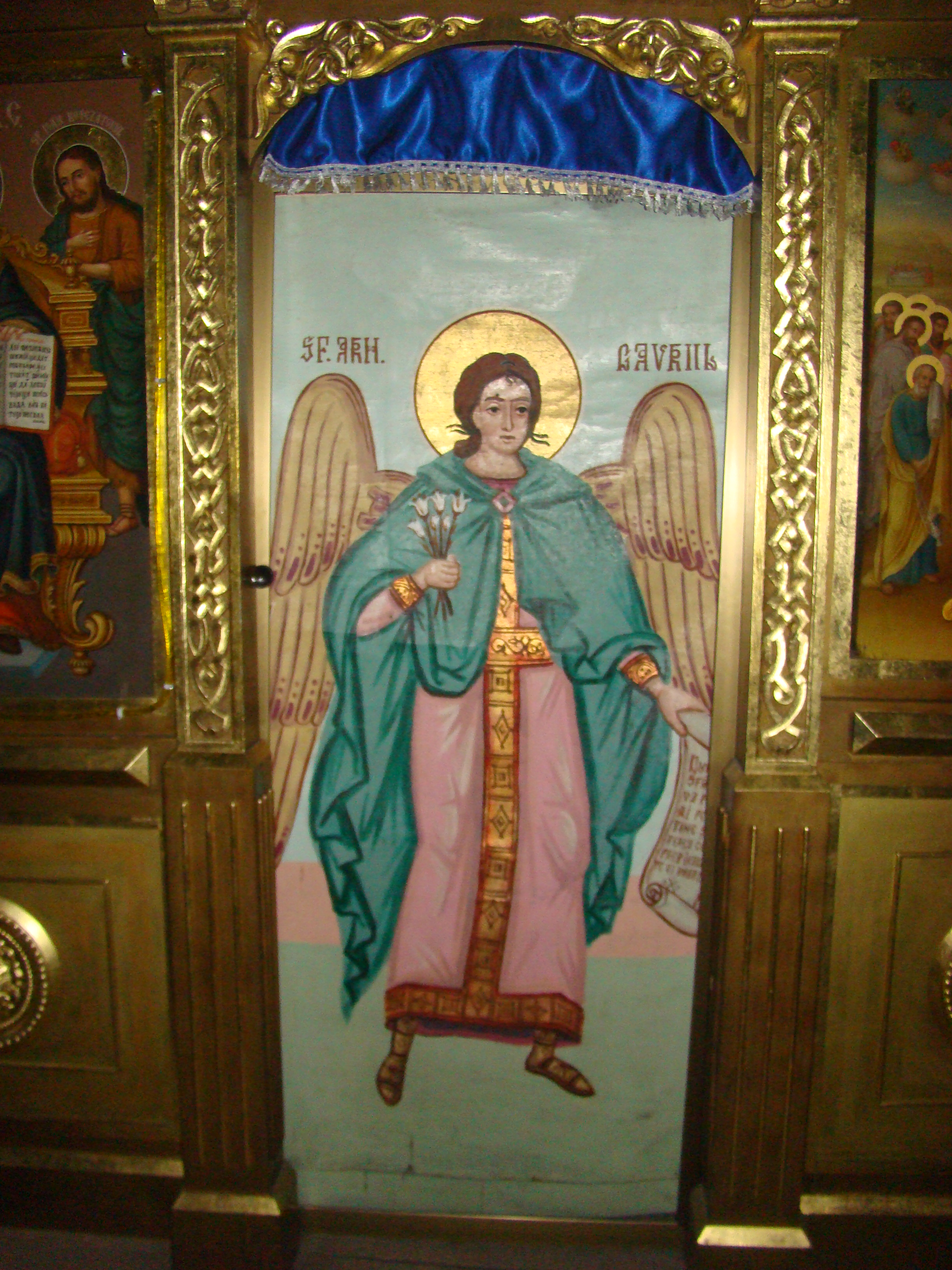
Ușă diaconească „Arhanghelul Gavriil”
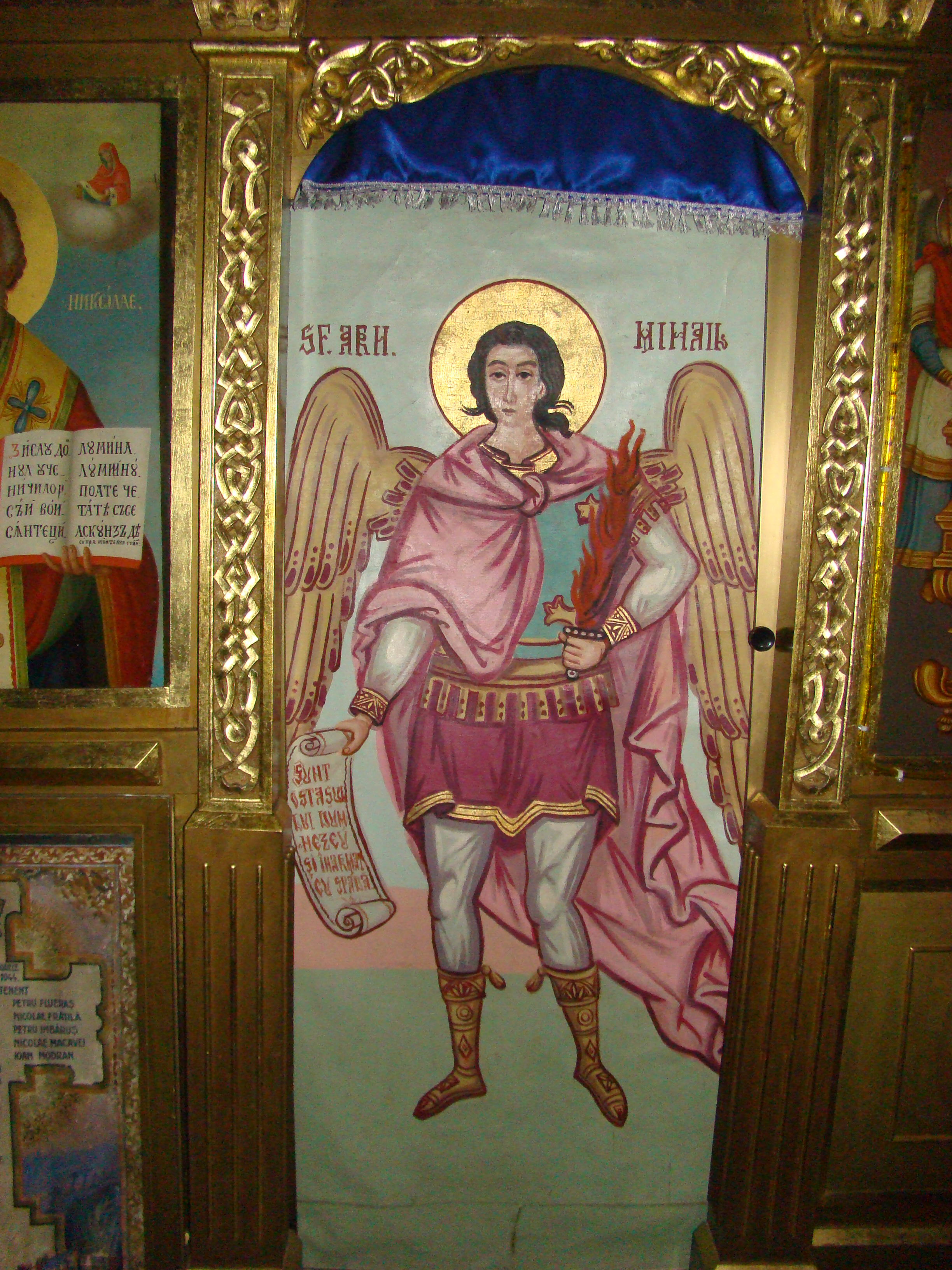
Ușă diaconească „Arhanghelul Mihail”
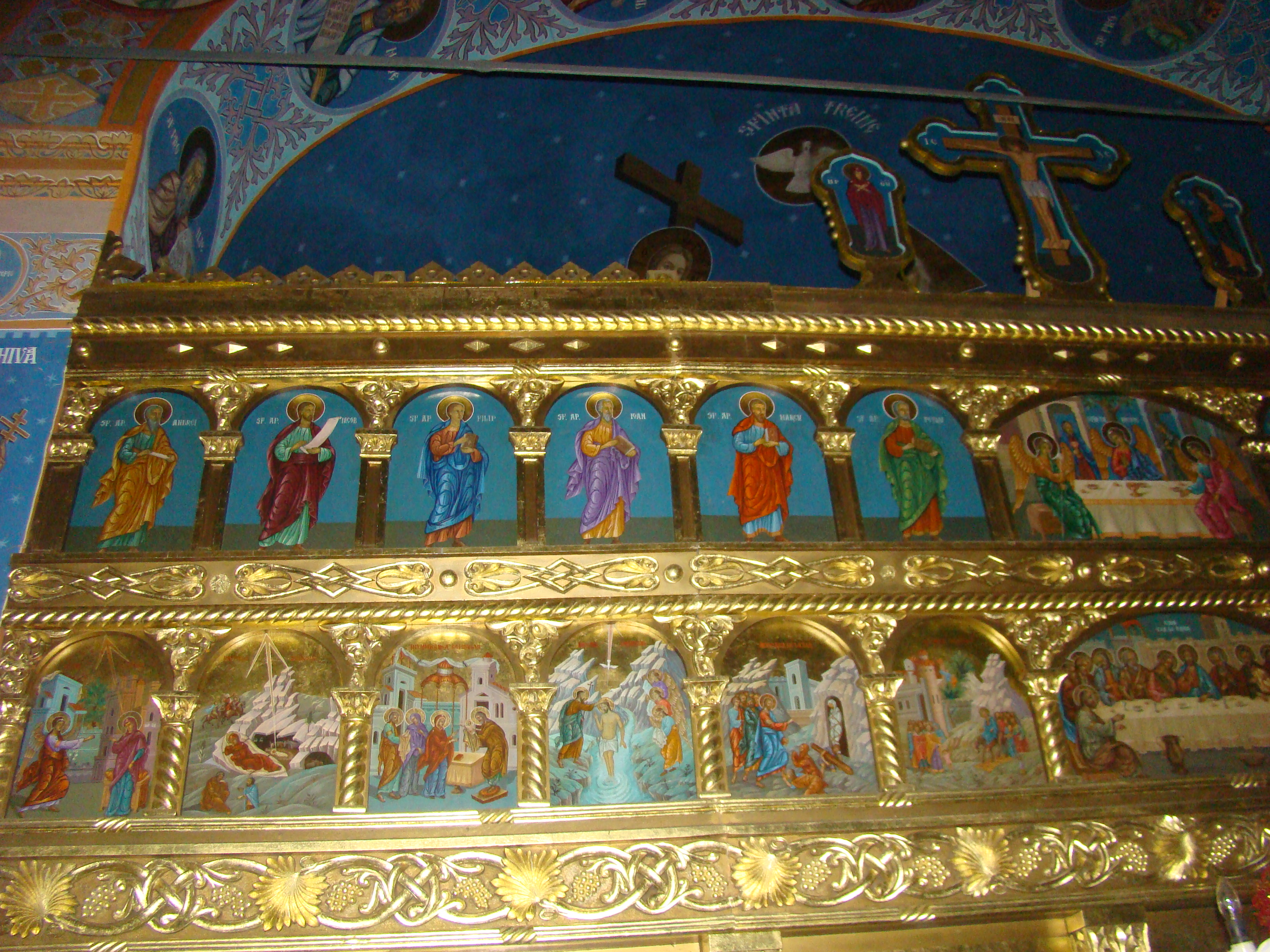
Catapeteasma (detaliu)
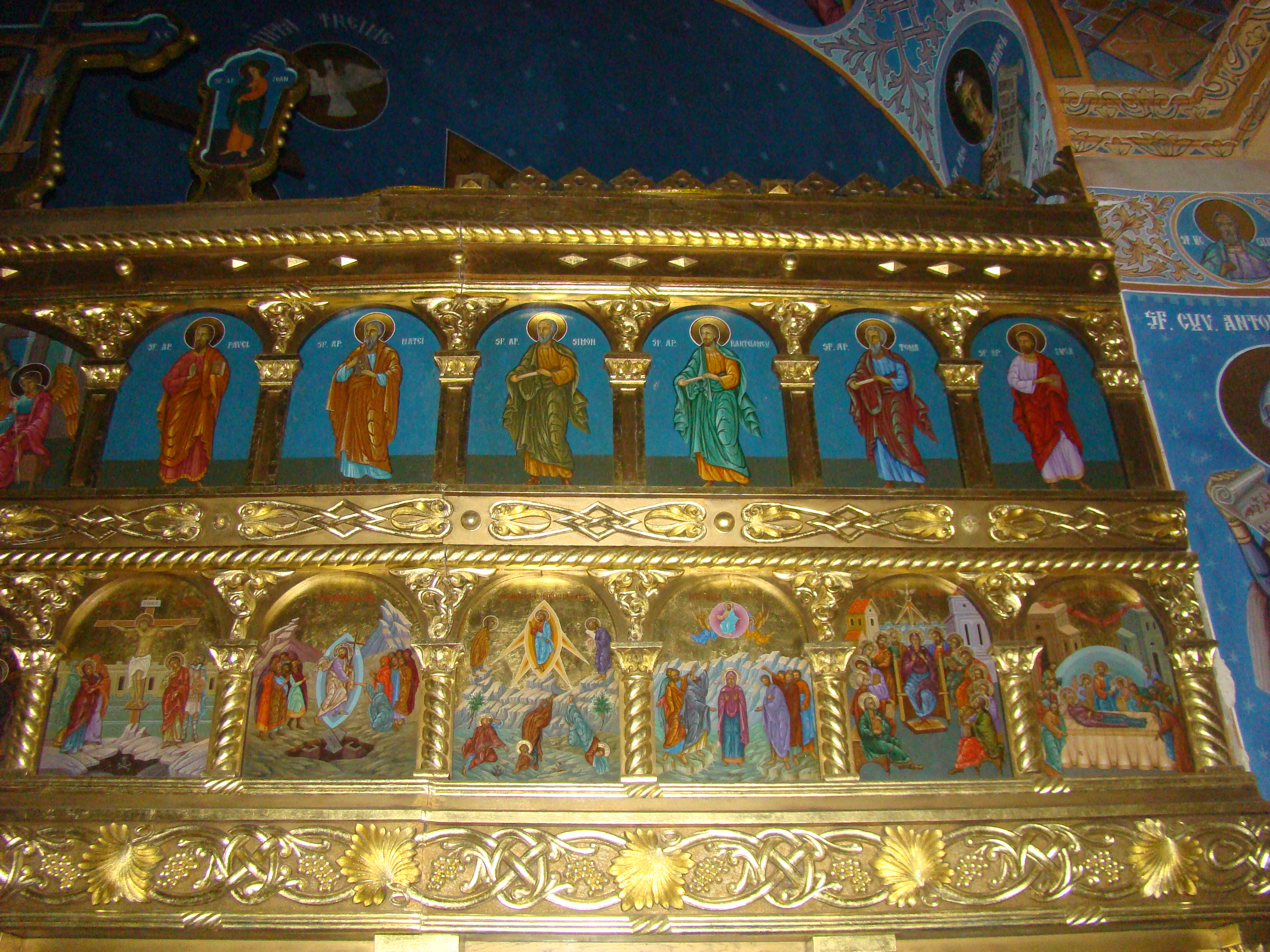
Catapeteasma (detaliu)
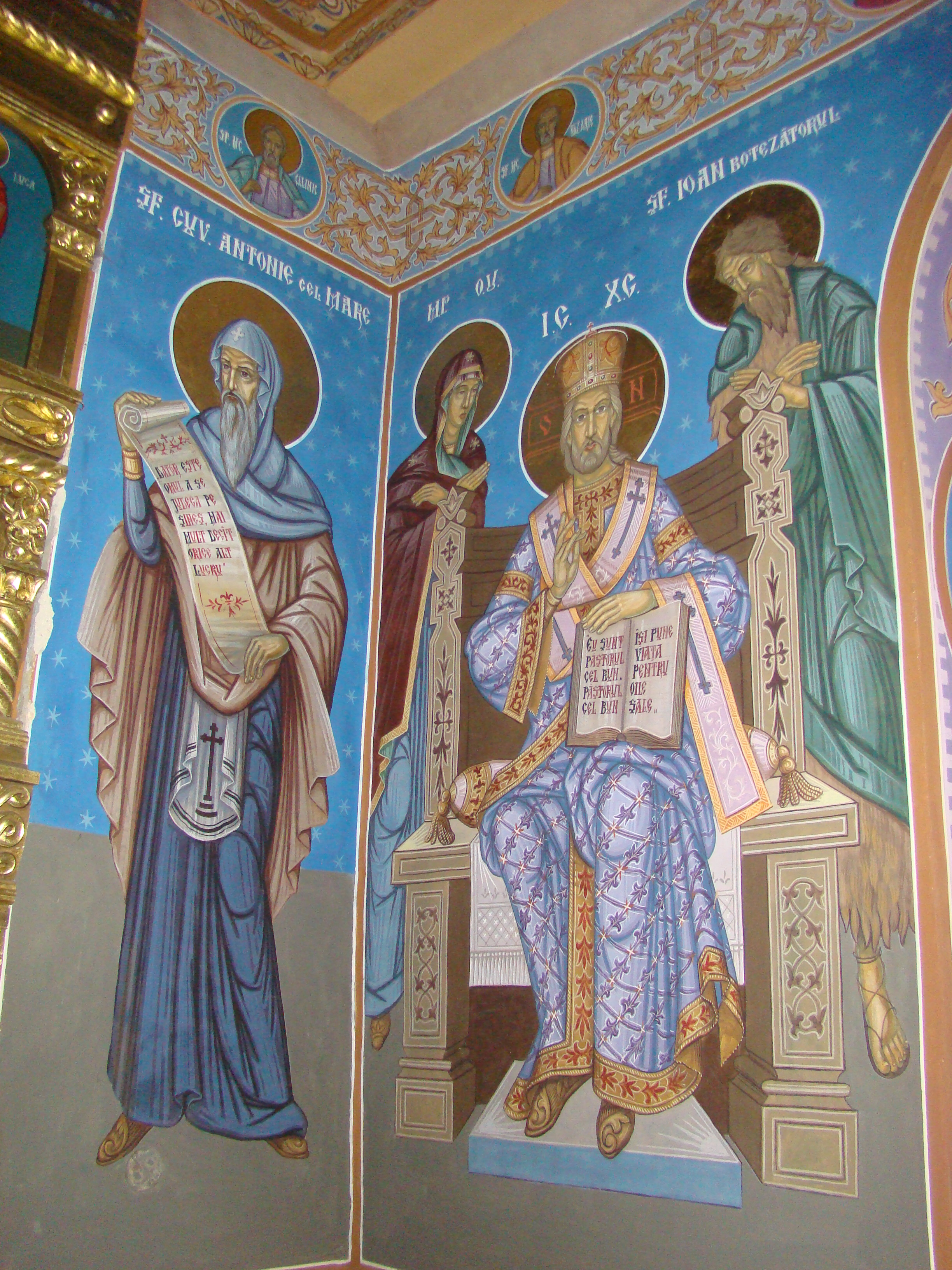
Pictura parietală (detaliu)
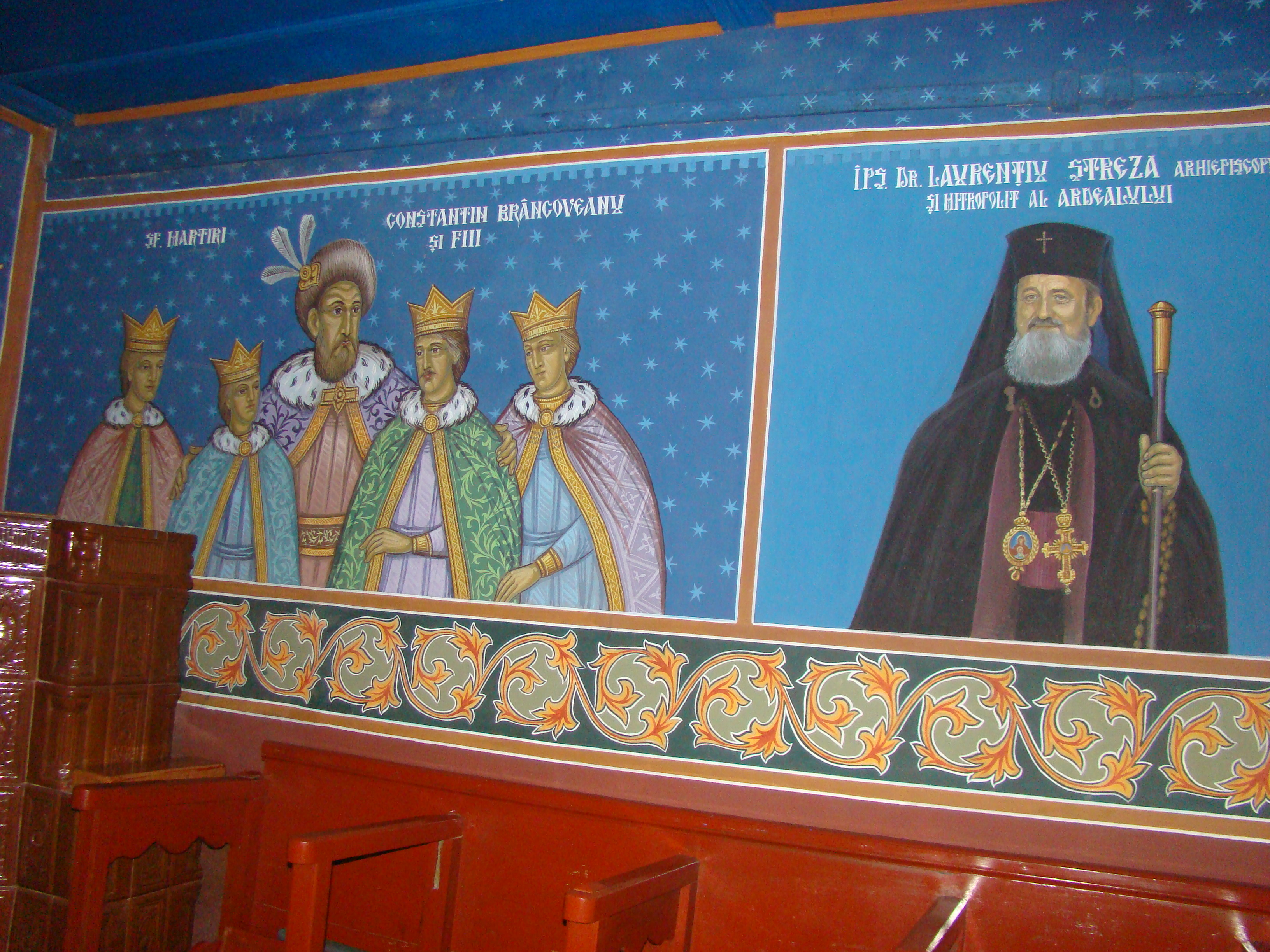
Sfinții mrtiri brâncoveni
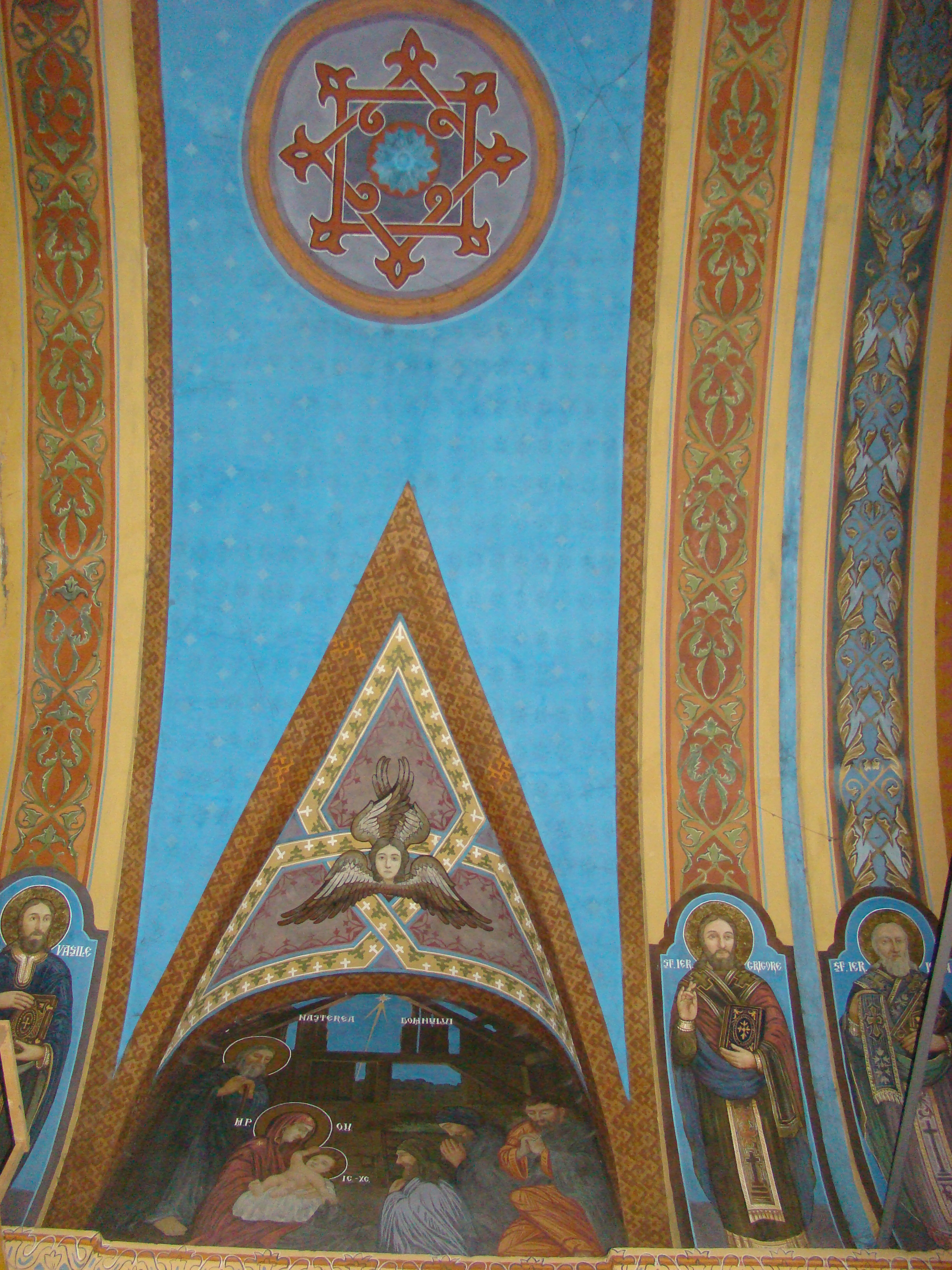
Nașterea Domnului
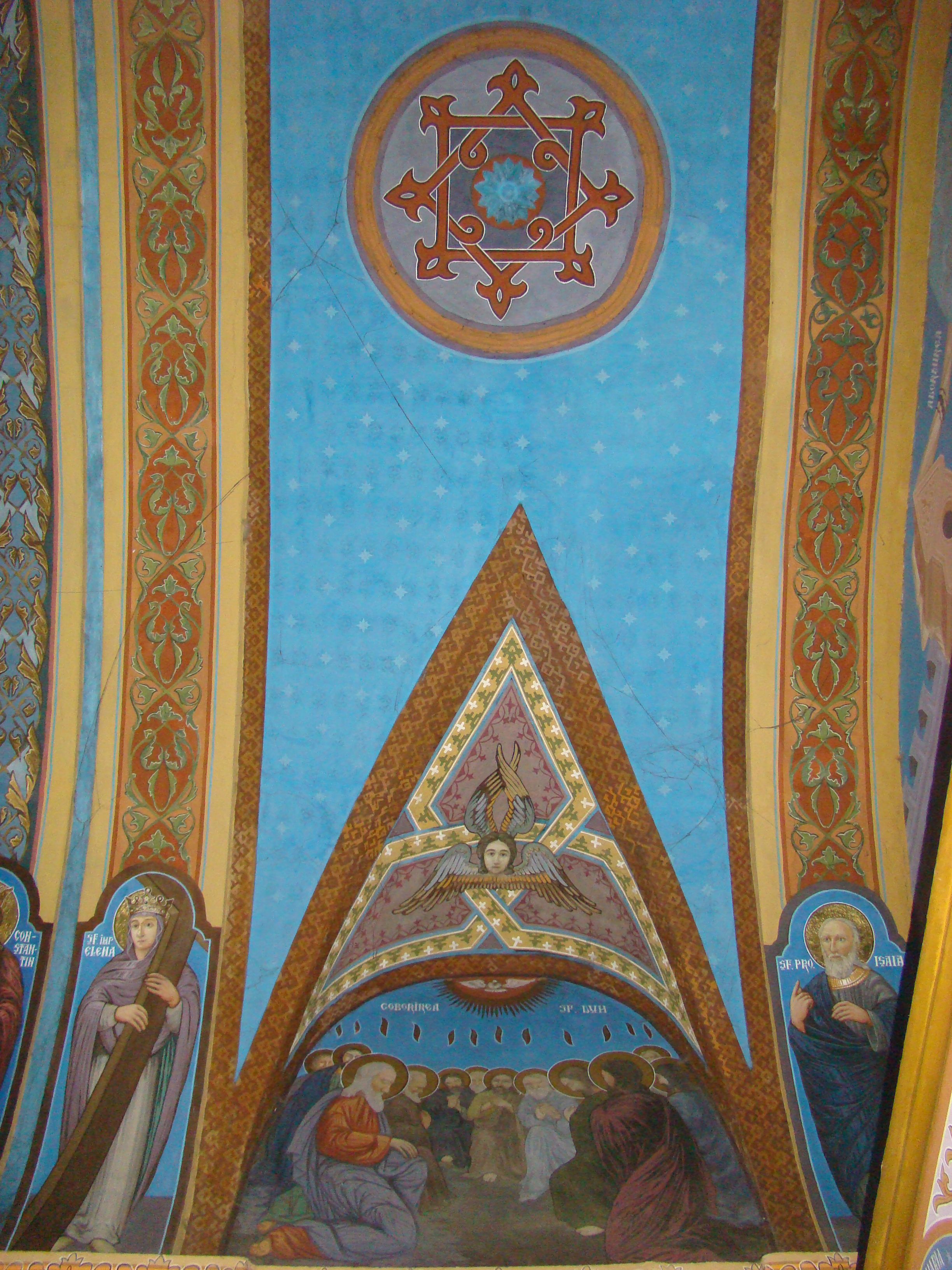
Pogorârea Sfântului Duh
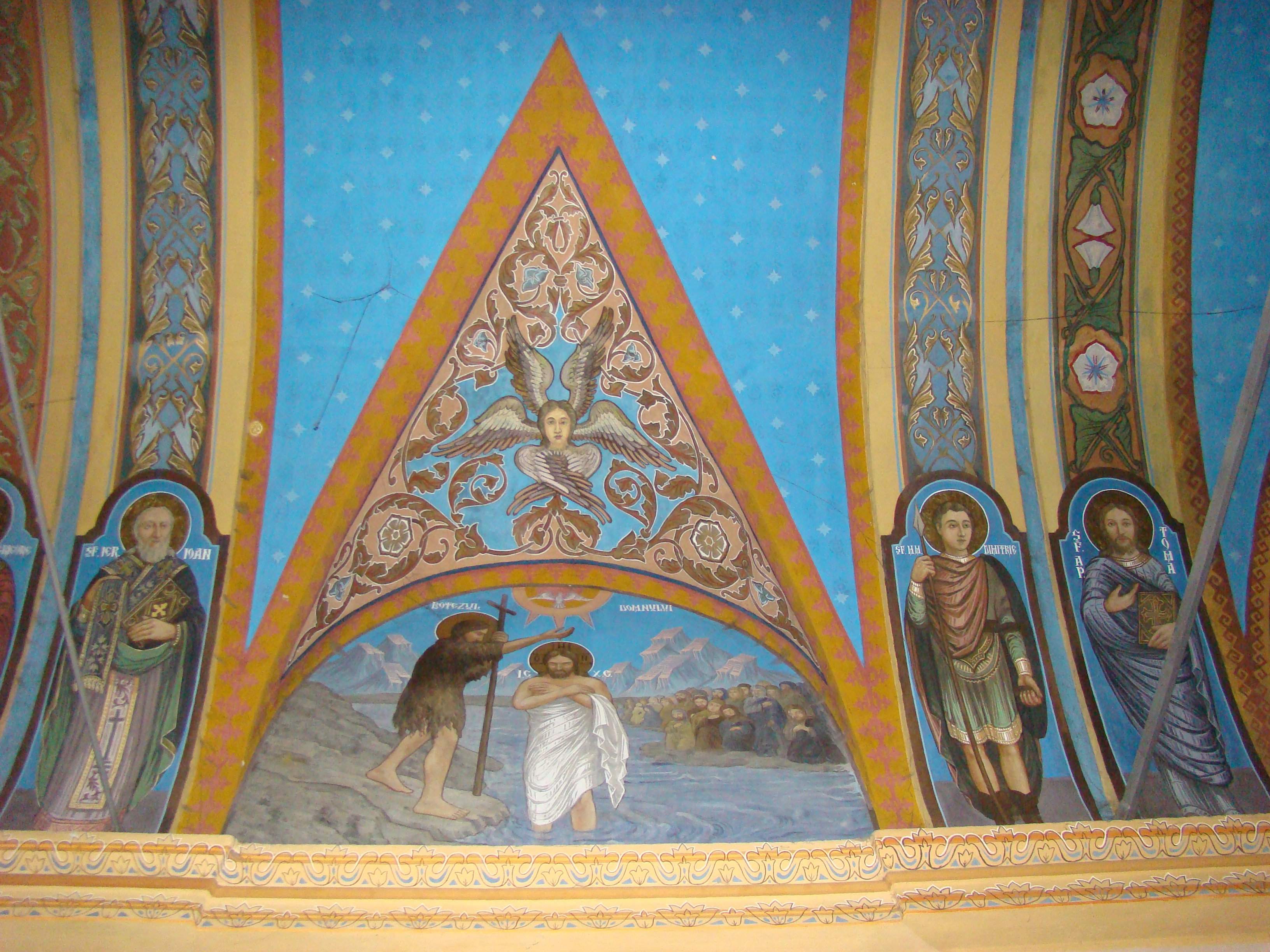
Botezul Domnului
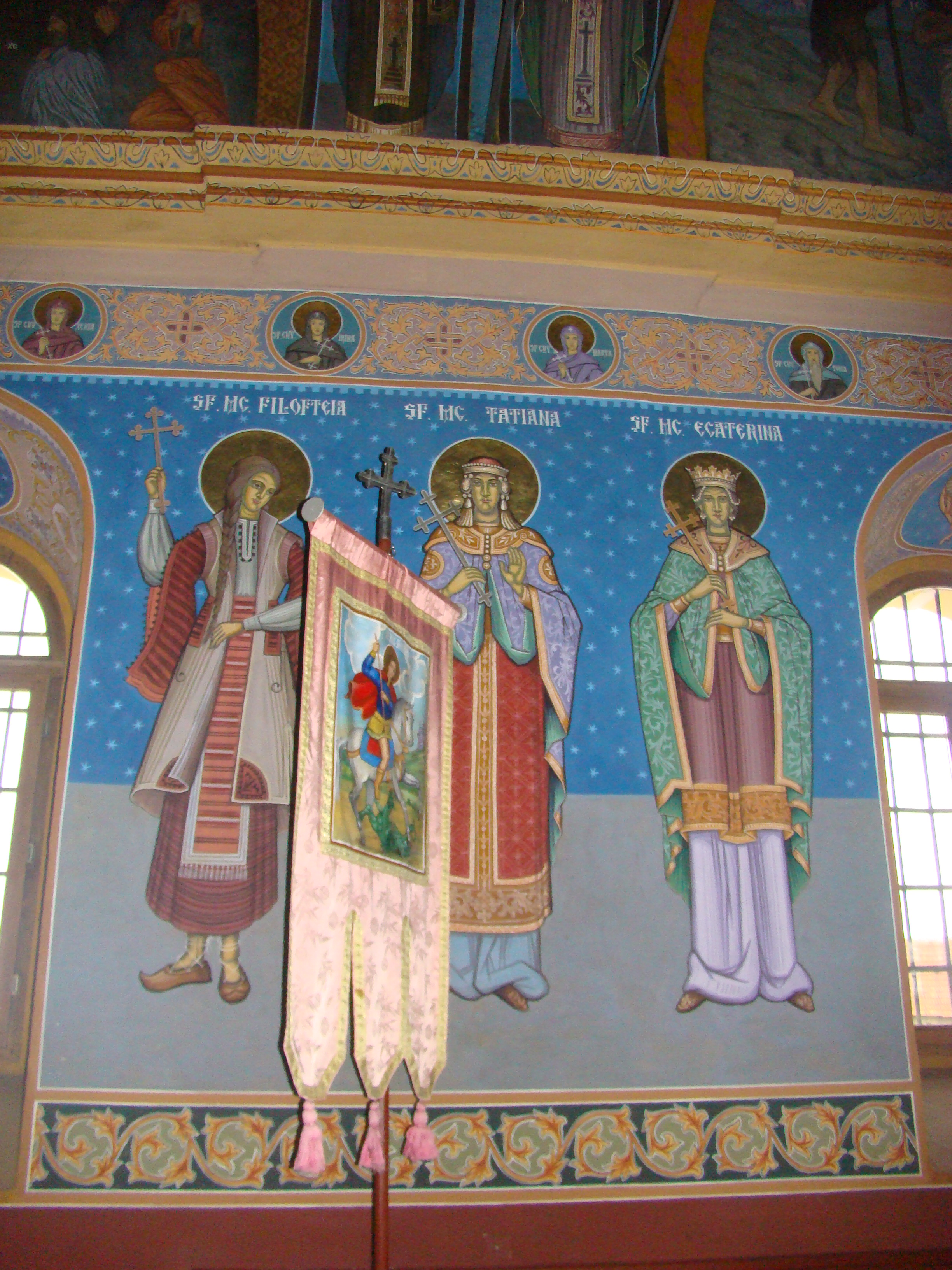
Mucenițele
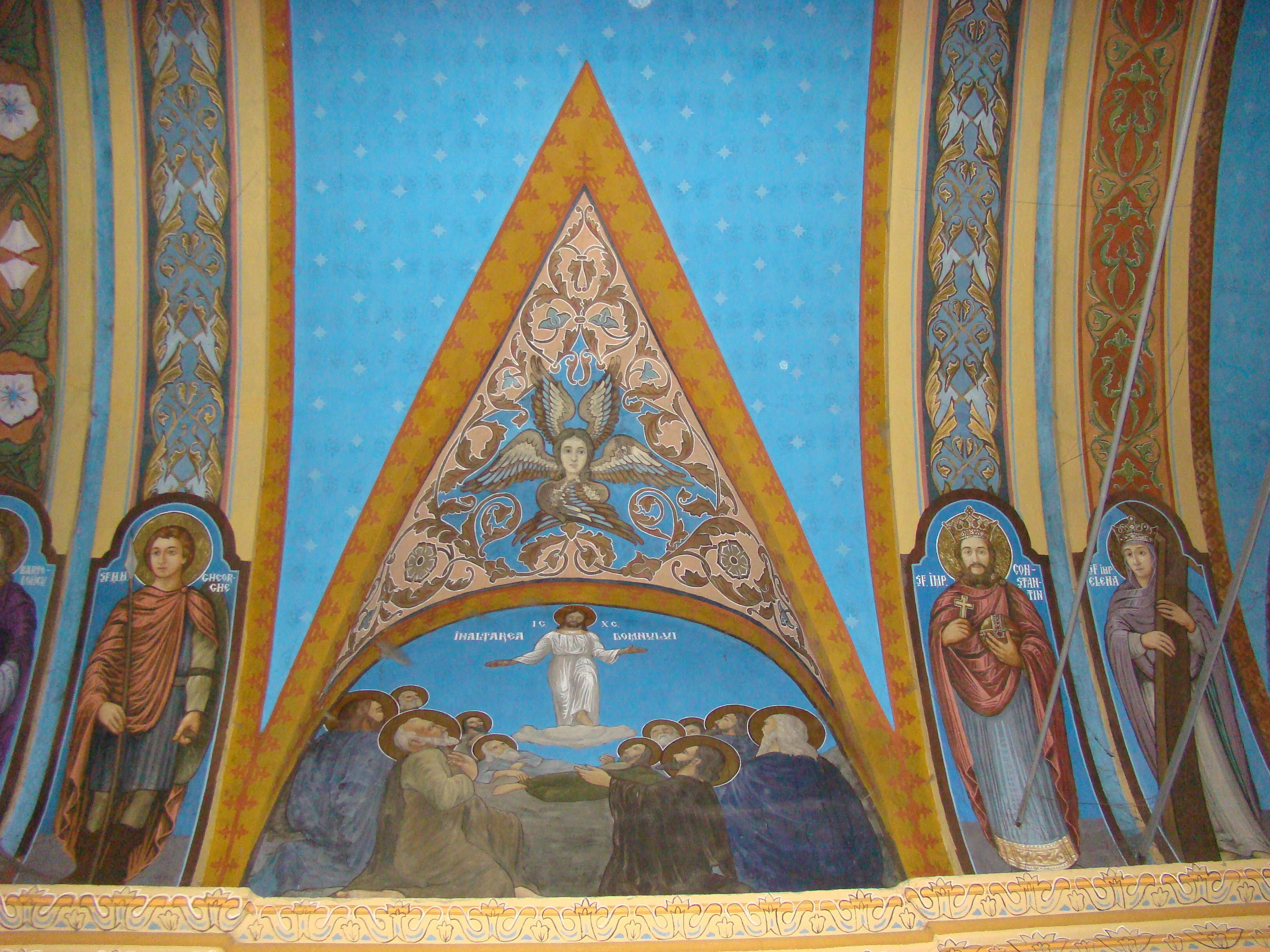
Înălțarea Domnului
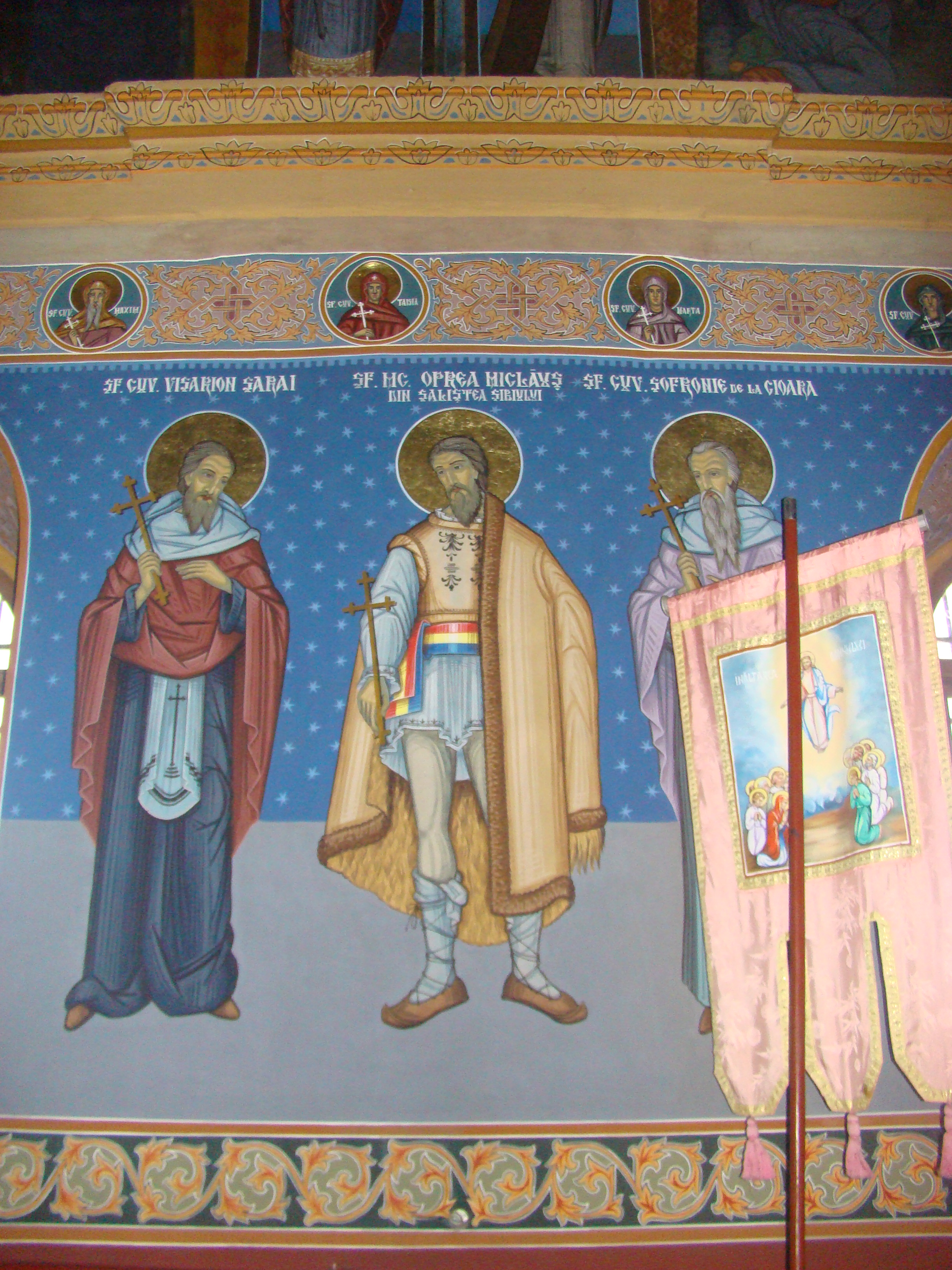
Sfinți mucenici
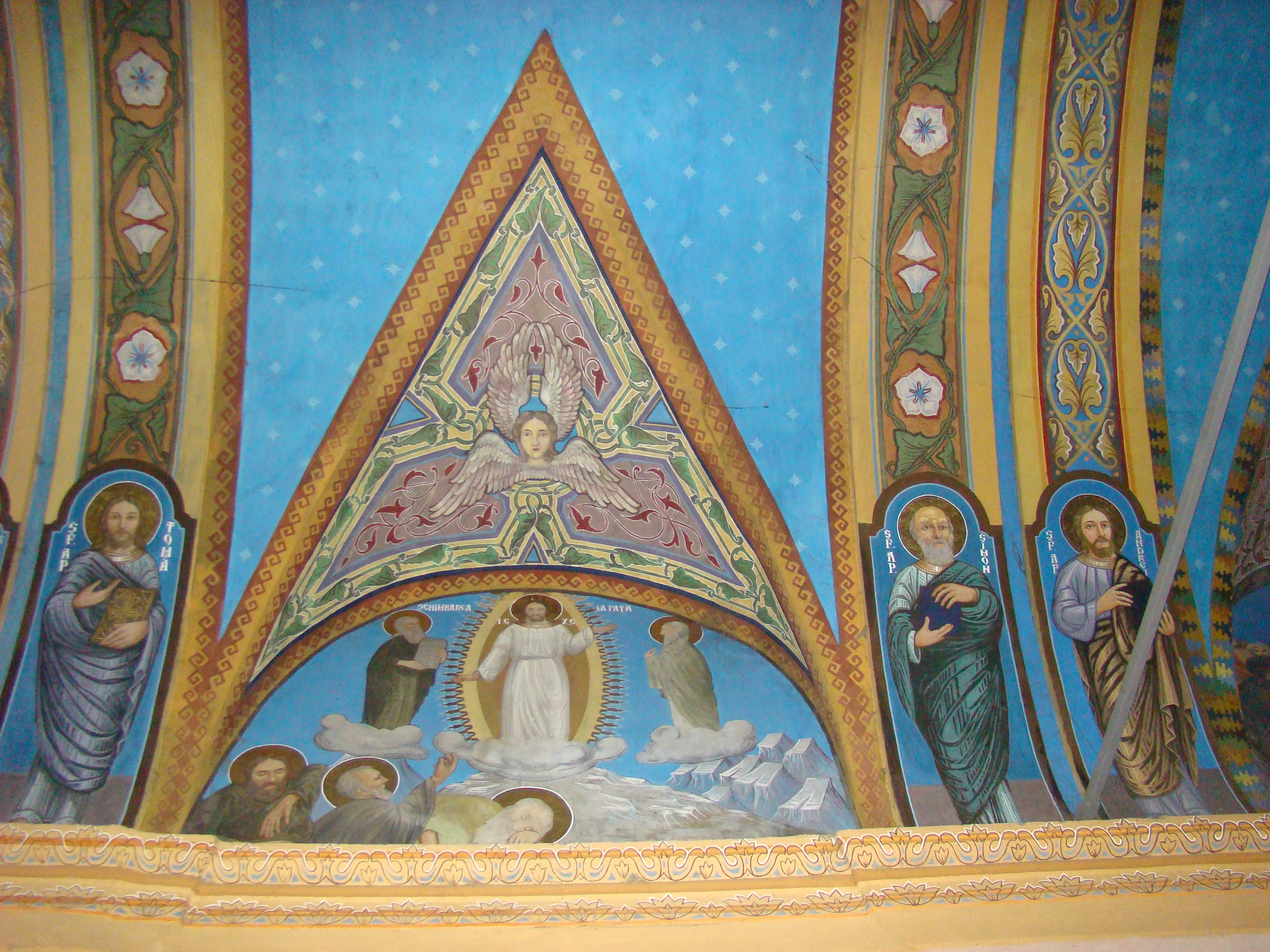
Schimbarea la Față
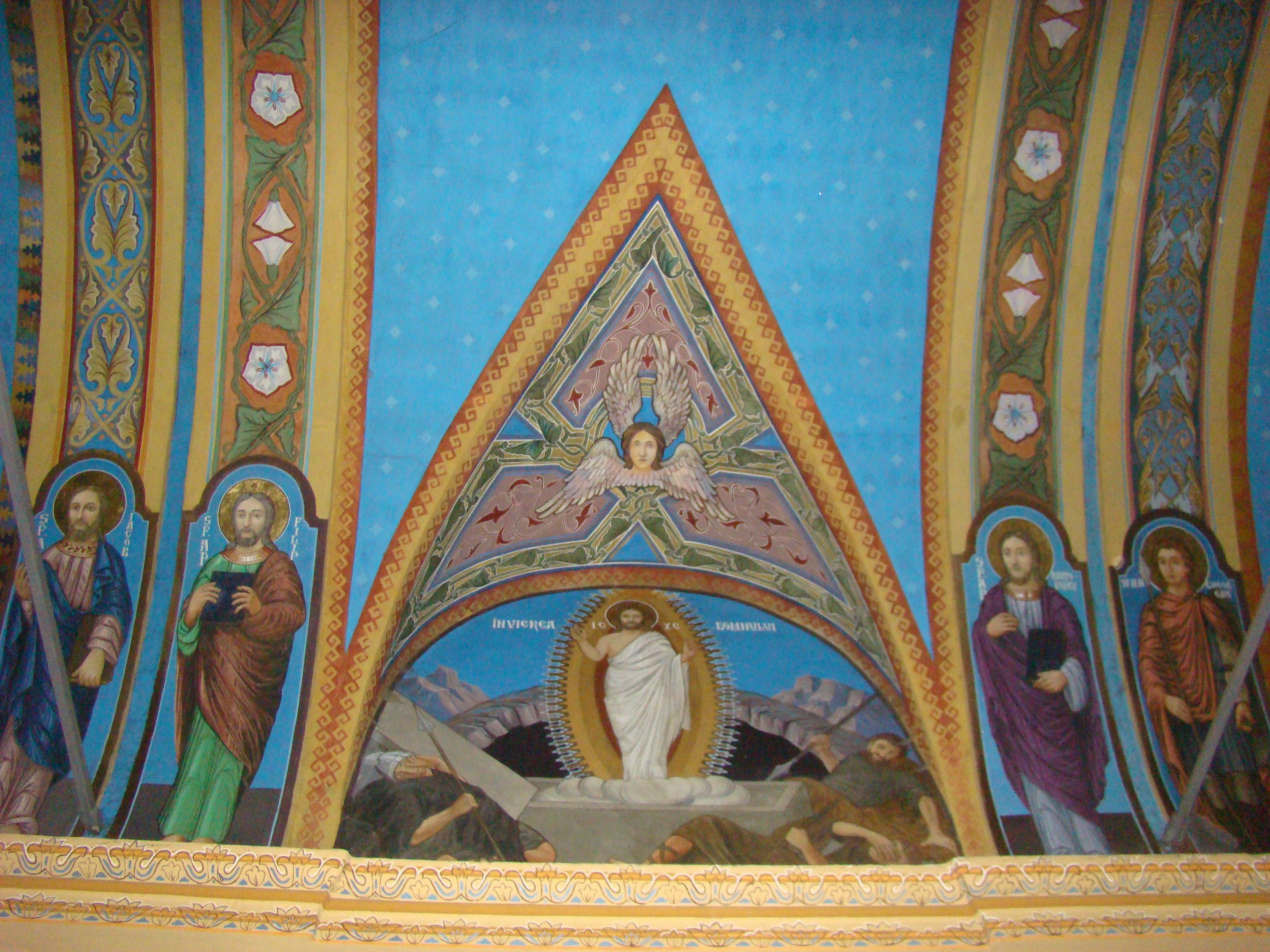
Învierea Domnului
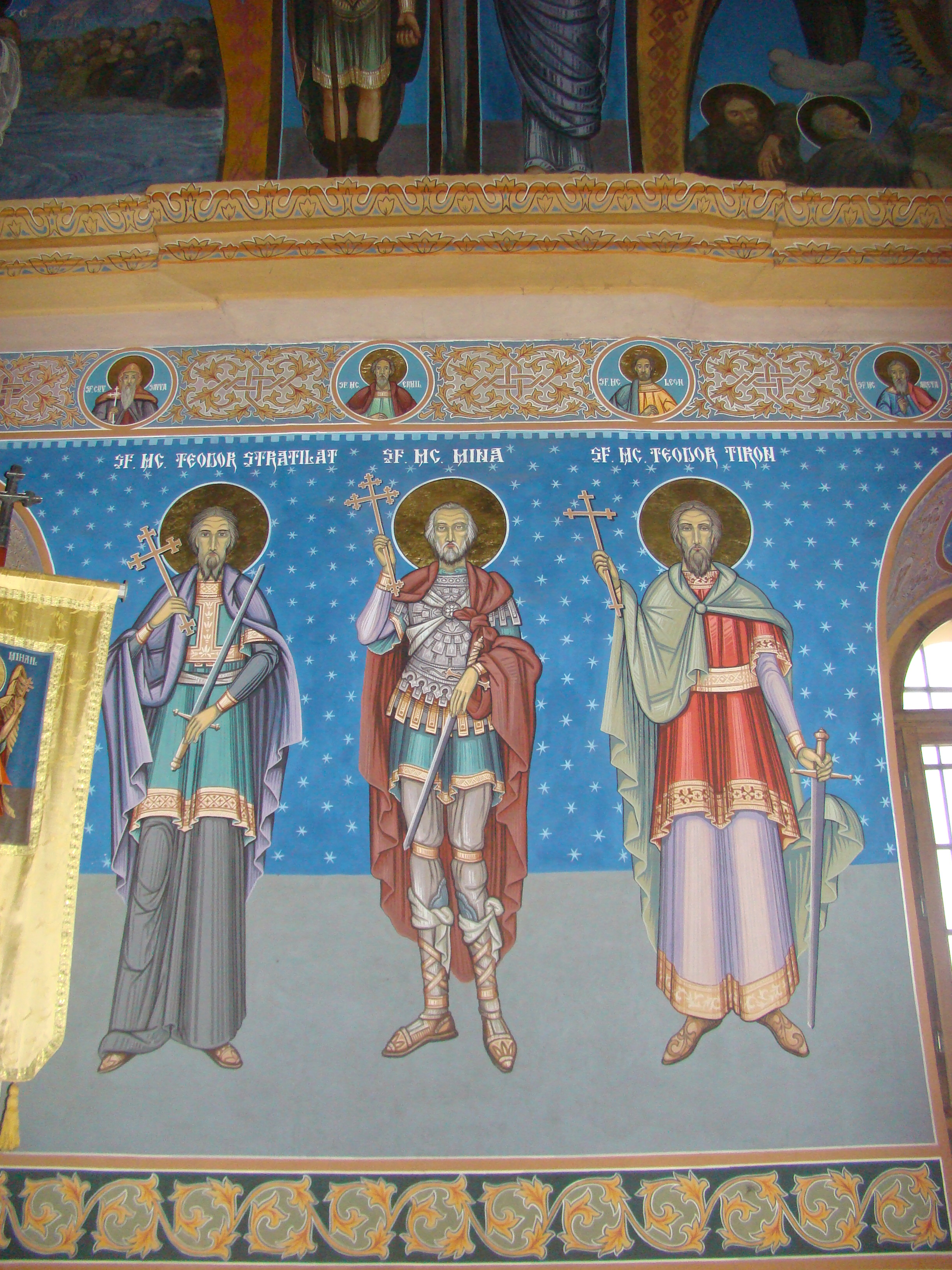
Sfinți mucenici
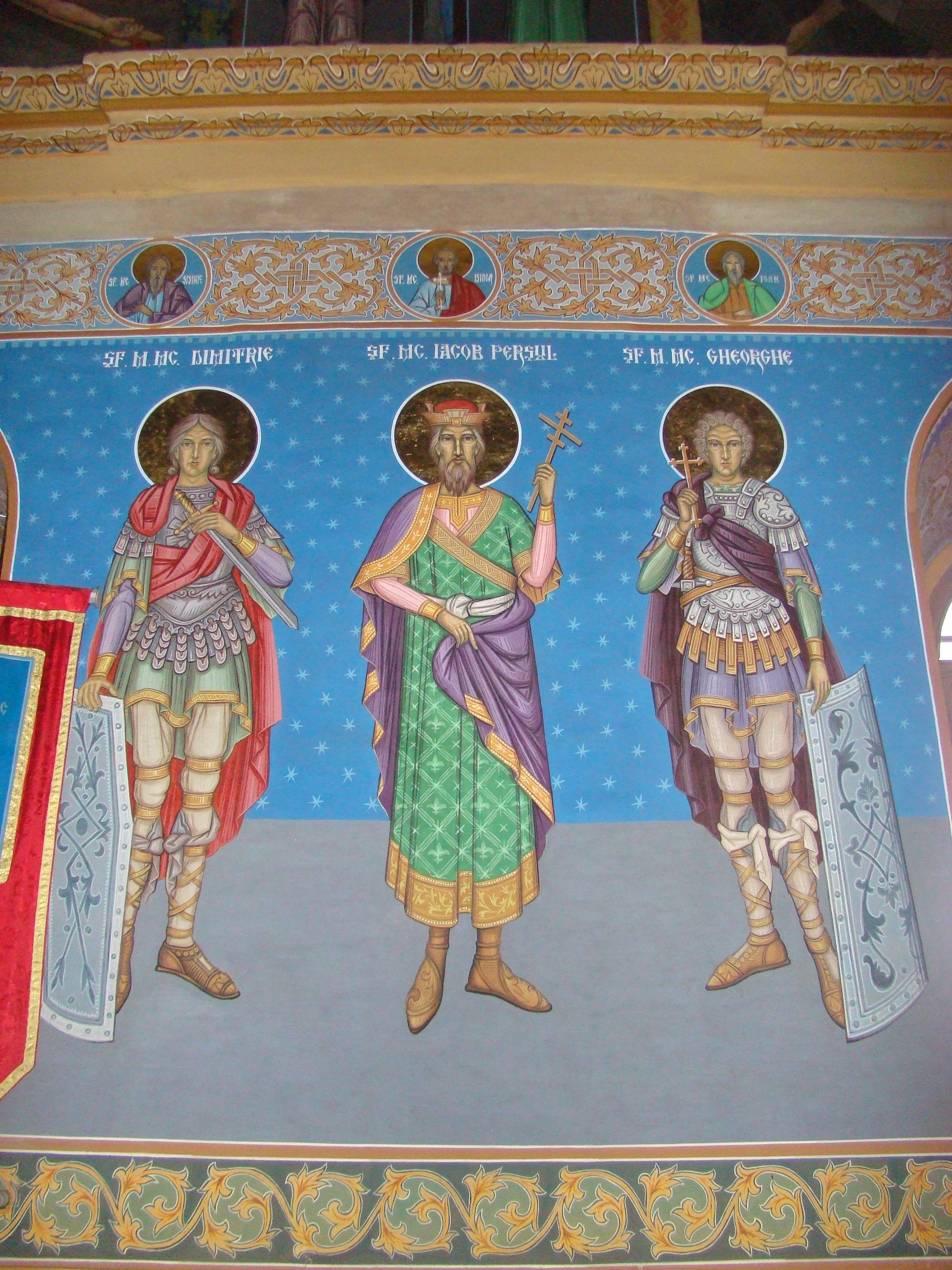
Sfinți mucenici
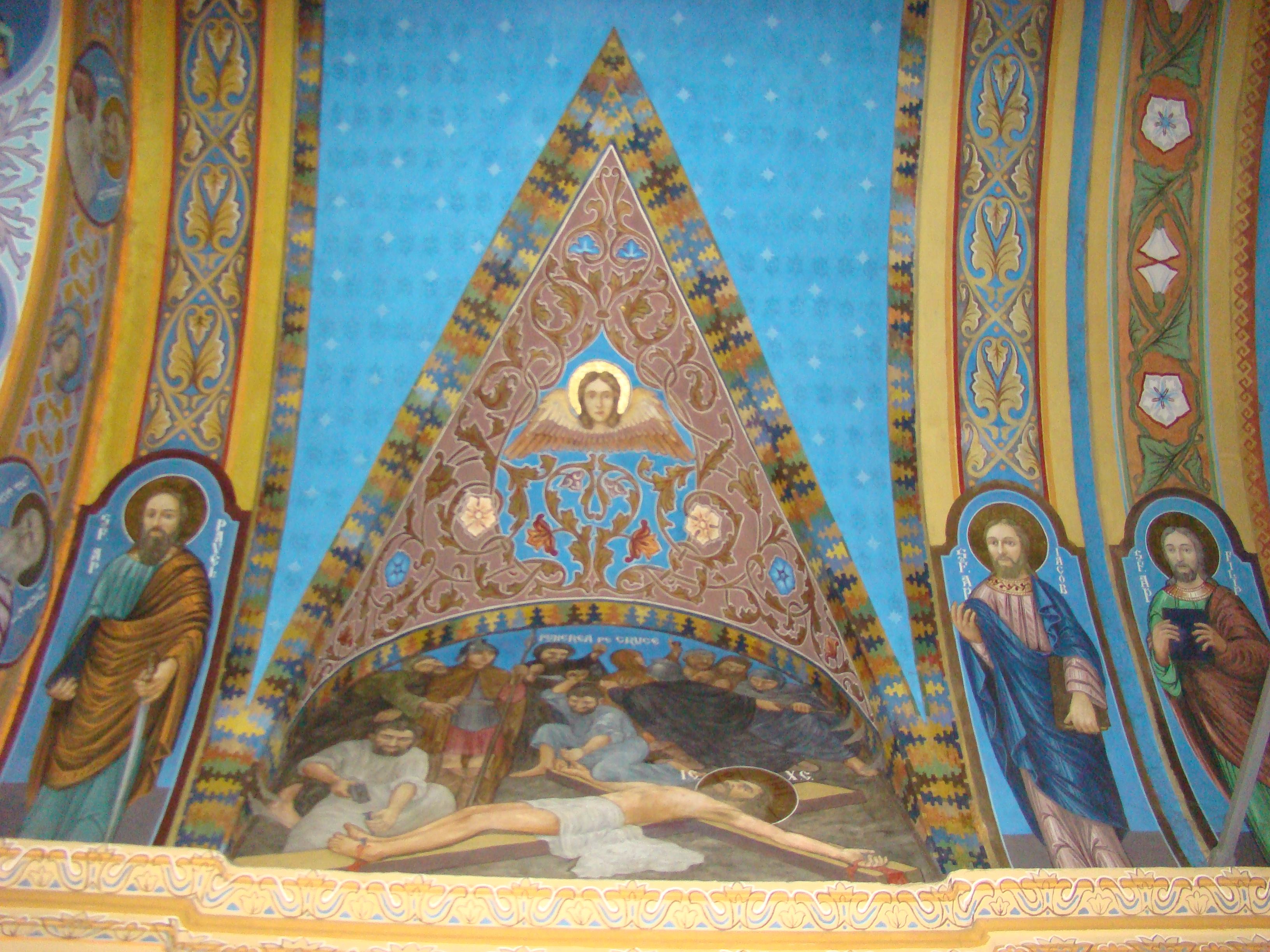
Punerea pe cruce
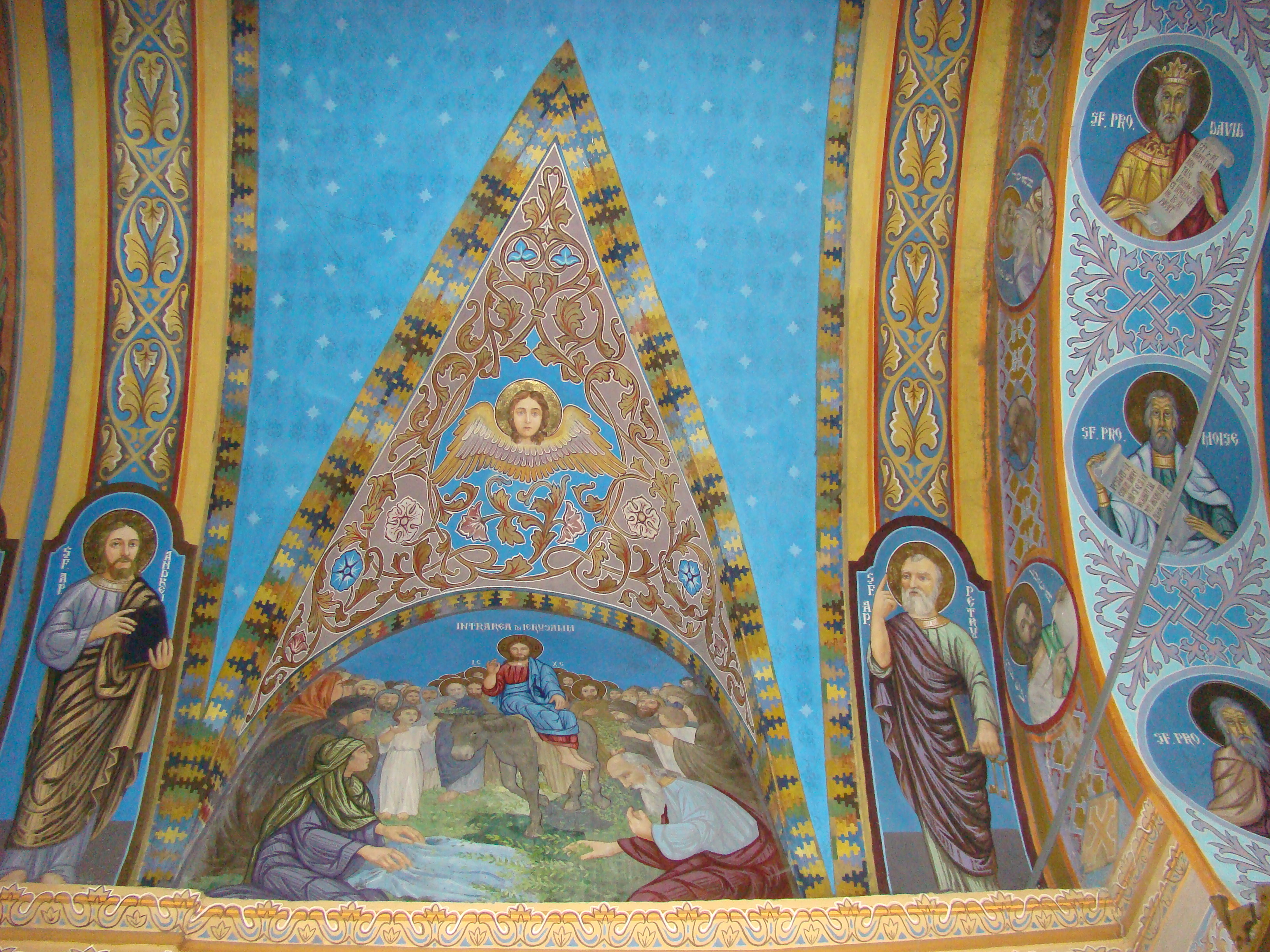
Intrarea Domnului în Ierusalim
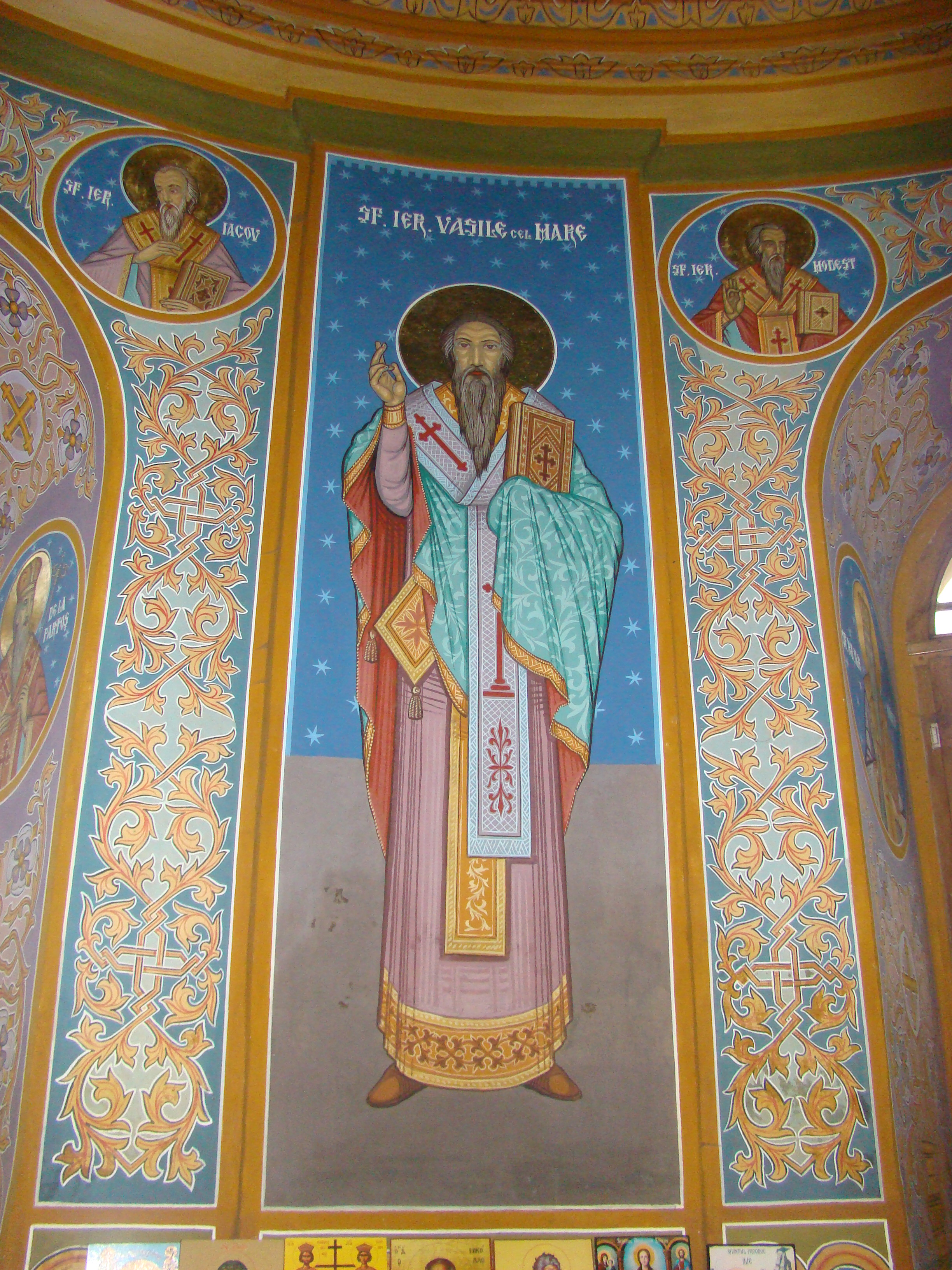
Sfântul Vasile cel Mare
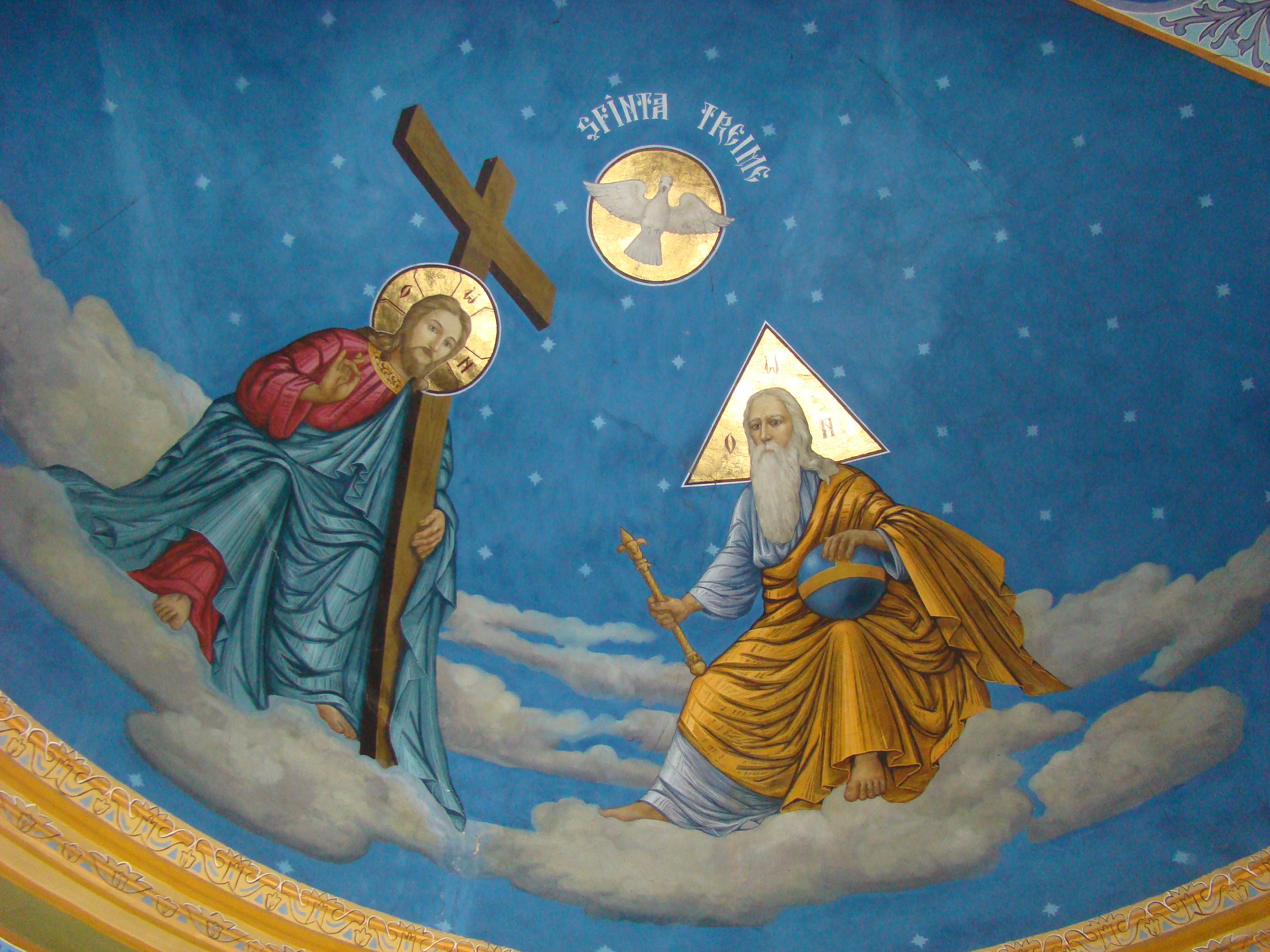
Sfânta Treime
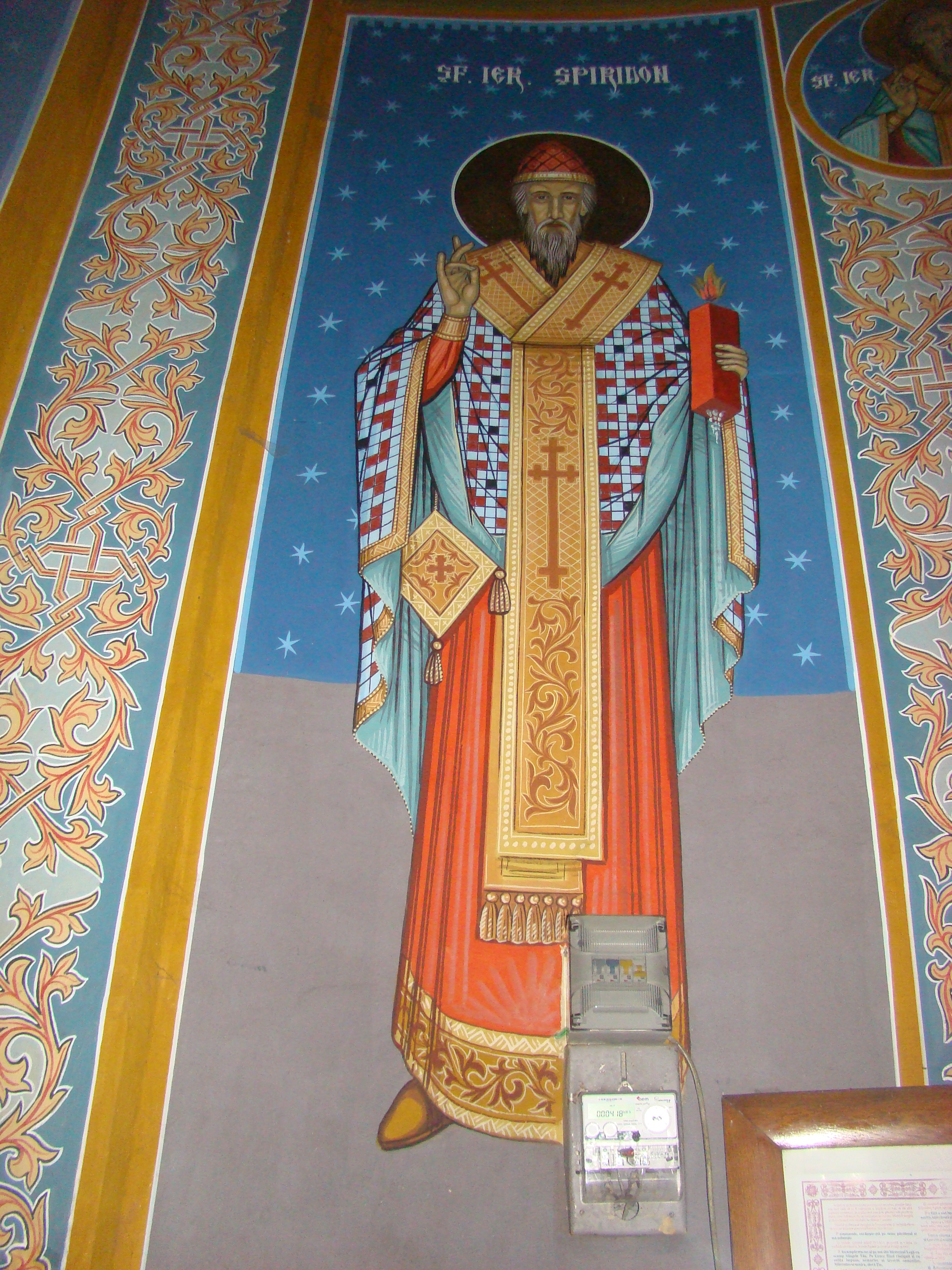
Sfântul Ierarh Spiridon
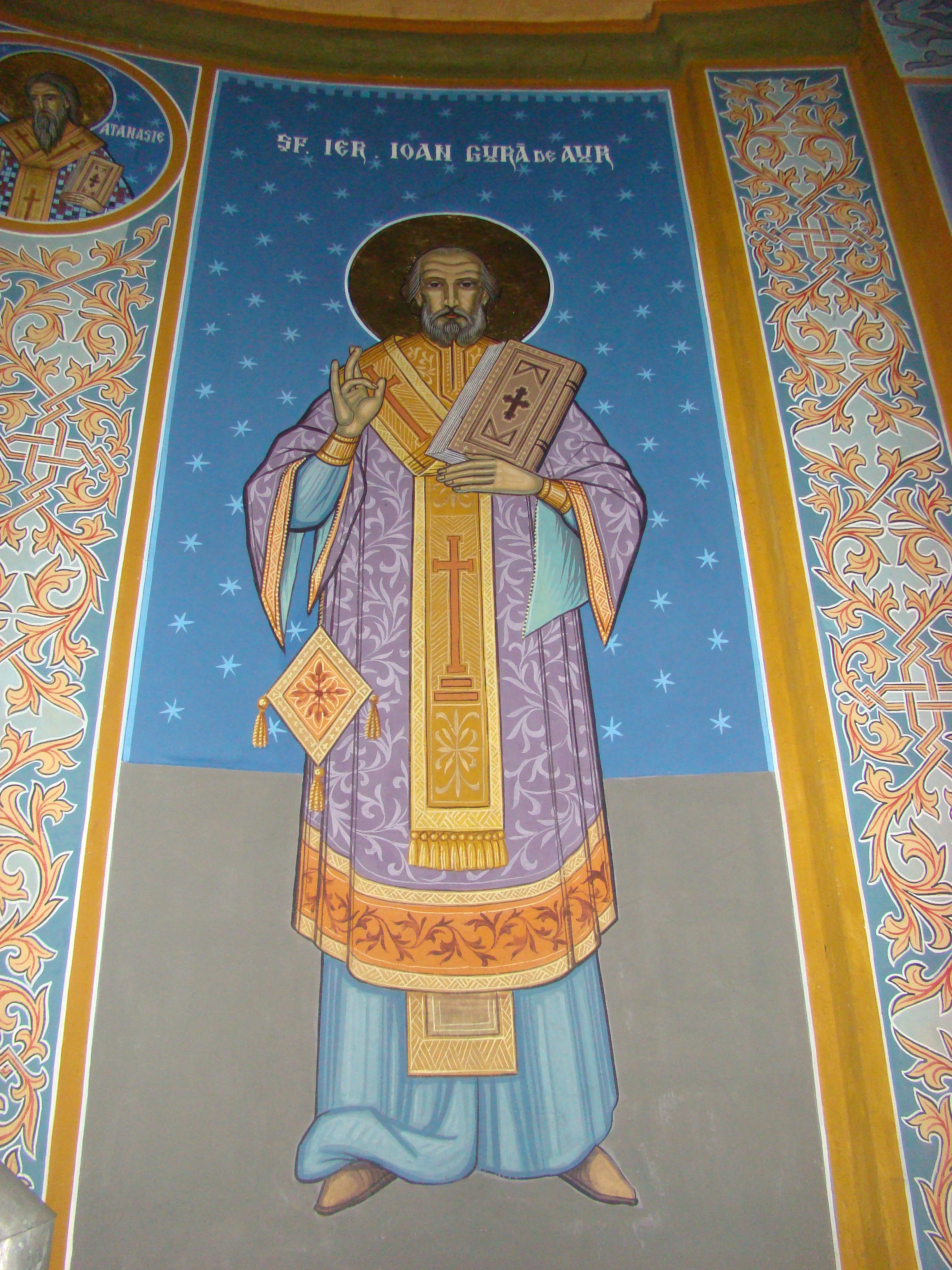
[[Ioan Gură de Aur|Sfântul Ioan Gură de Aur]]